# Kloster Ebrach
Das Kloster Ebrach (lateinisch Ebracum, Ebrae Monasterium, Eboracensis Abbatia u. ä.) ist eine ehemalige Zisterzienserabtei in Ebrach in Bayern im Erzbistum Bamberg.

## Geschichte

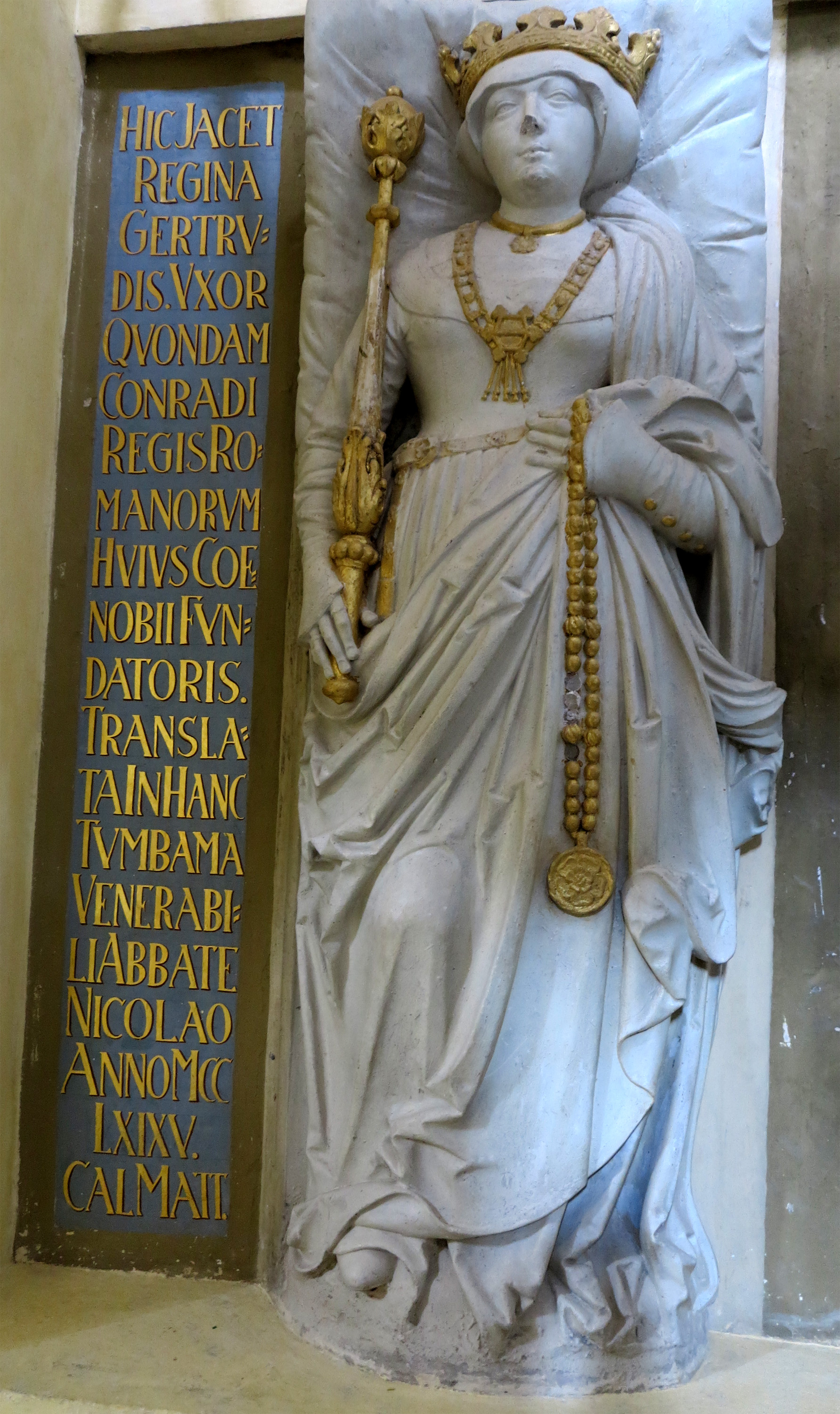
Gertrud von Sulzbach; Grabplatte in der Klosterkirche Ebrach

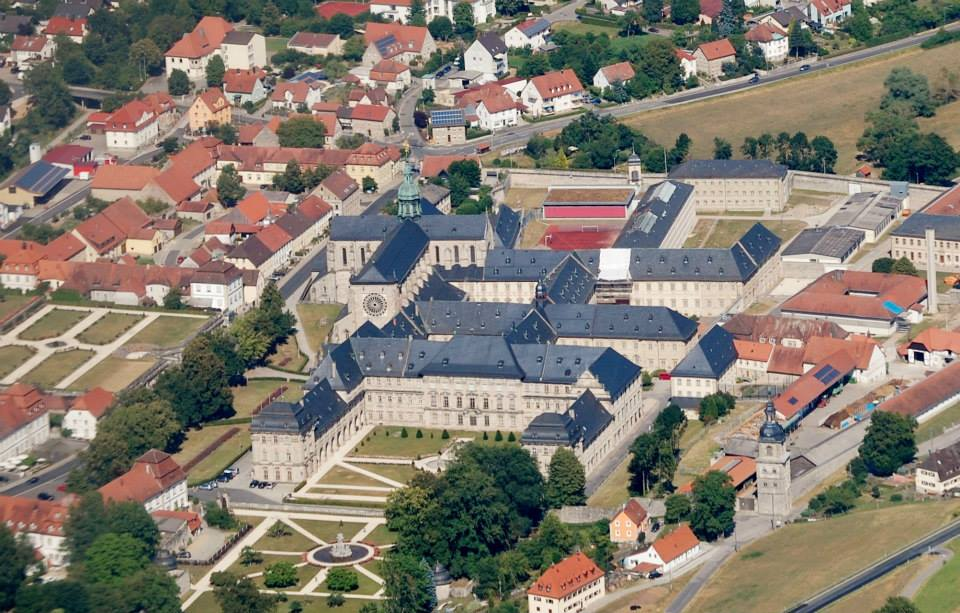
Gesamtanlage Kloster Ebrach

Das Kloster wurde 1127 als erstes rechtsrheinisches Zisterzienserkloster in Deutschland durch die Brüder Berno und Richwin, fränkische Edelfreie, im bewaldeten Tal der Mittleren Ebrach gegründet und dem Mutterkloster Morimond unterstellt. Die Gründungslegende des Klosters erzählt, ein Eber habe den Mönchen den Ort für die Klostergründung gewiesen, indem er ihnen den Abtsstab entriss und ihn an der Stelle des späteren Klosters fallen ließ. Abtsstab und Eber erscheinen daher wiederholt in den Abtswappen und bis heute im Gemeindewappen von Ebrach. Der Gründungskonvent bestand aus zwölf Mönchen und dem Abt Adam. Als Mitstifter wird auch der spätere Stauferkönig Konrad III. genannt, dessen Gattin Gertrud 1146 und Sohn Herzog Friedrich IV. von Schwaben 1167 in der 1134 geweihten ersten Klosterkirche zu Ebrach beigesetzt wurden. Dieser erste Kirchenbau befand sich im Bereich des heutigen südlichen Seitenschiffs.

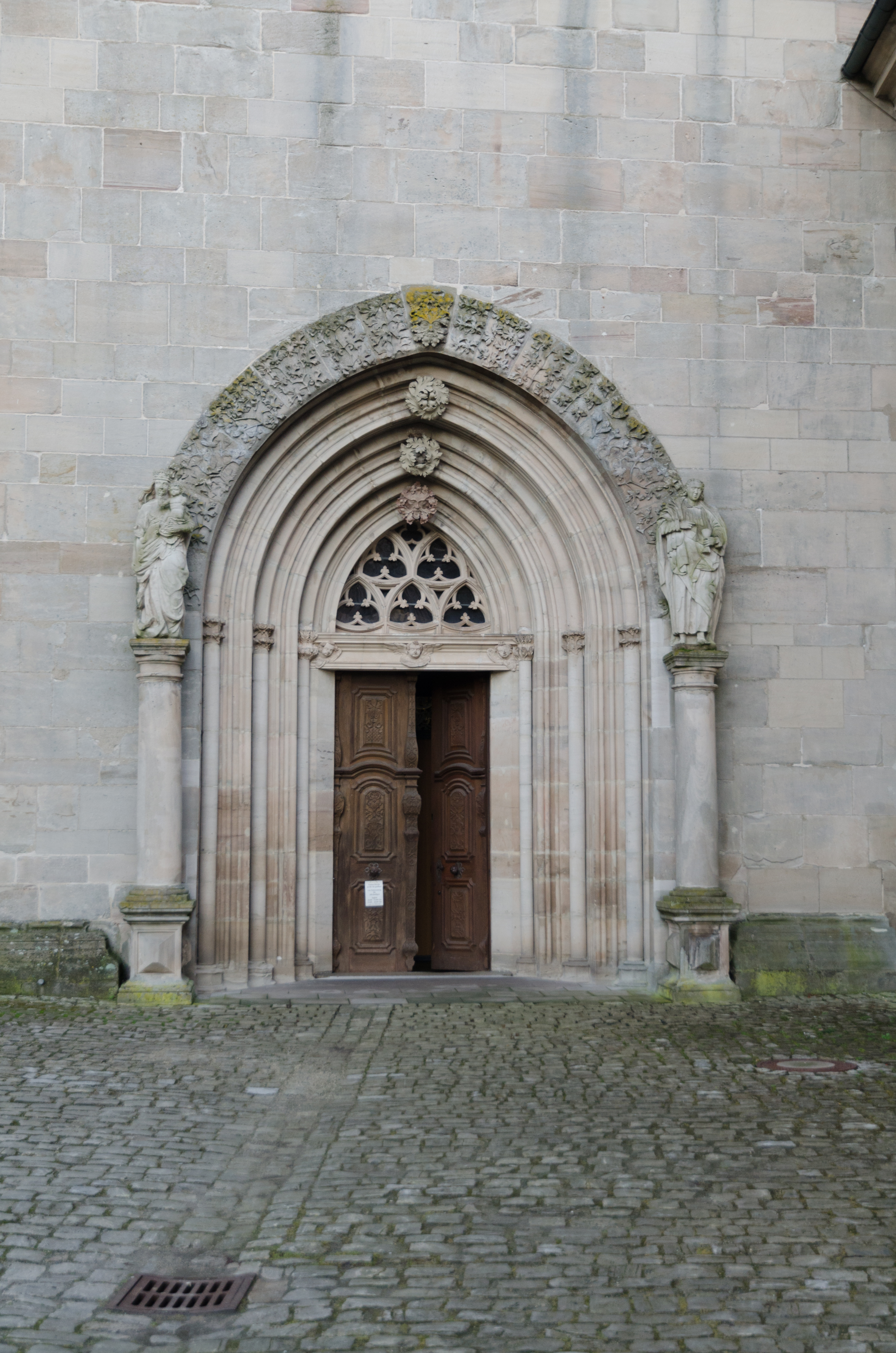
Ebrach, Abteikirche Portal mit Blattmasken

Unter Abt Adam, der eine in kirchlichen und weltlichen Kreisen einflussreiche Persönlichkeit und ein Vertrauter des Heiligen Bernhard von Clairvaux war, hatte das Kloster eine erste Blütezeit. Sechs Tochterklöster wurden gegründet: Stift Rein (1129), Kloster Heilsbronn (1132), Kloster Langheim (1133), Kloster Nepomuk (1145), Kloster Aldersbach (1146) und Kloster Bildhausen (1158).
Als Höhepunkt der mittelalterlichen Entwicklung des Klosters gilt der Bau der jetzigen (zweiten) Kirche, deren Grundstein 1200 gelegt wurde und deren Weihe 1285 durch den Würzburger Bischof Berthold II. von Sternberg erfolgte.
Umfangreiche Schenkungen des fränkischen Adels begründeten den Wohlstand des Klosters. So beschenkten beispielsweise der Burggraf zu Nürnberg Friedrich III. und sein Sohn Johann I. das Kloster mit verschiedenen Gütern, ebenso die Grafen Heinrich und Friedrich von Castell. Besonders bedeutend waren die Schenkungen des Ludwig von Windheim, der dem Kloster seine Besitztümer in Burgwindheim überschrieb. Die meisten Wohltäter des Klosters fanden ihre letzte Ruhestätte in seinen Mauern.
Zeitweise gehörten über hundert Mönche dem Kloster an. 37 von ihnen wurden als Äbte in andere Abteien berufen, zwei wurden Bischöfe. Anfang des 14. Jahrhunderts errichteten die Zisterzienser des Klosters Ebrach in Nürnberg unmittelbar neben einem bestehenden Karmeliterkloster einen Ebracher Hof genannten Pfleghof. 1480 erhielt dieses Anwesen zusätzlich eine St.-Michaels-Kapelle. Weitere Ebracher Höfe des Klosters gab es in Schweinfurt, Rödelsee, Bamberg sowie in Unterleinach und in Mainstockheim.
Das Kloster Ebrach wurde mehrmals von Kriegen in Mitleidenschaft gezogen. Im Bauernkrieg wurde das Kloster 1525 niedergebrannt, Abt und Konvent mussten fliehen. Zum Ende des Markgrafenkrieges 1554 wurde das nur behelfsmäßig wieder aufgebaute Kloster geplündert. Ein Streit mit dem Würzburger Fürstbischof um Reichsunmittelbarkeit erreichte kurz darauf 1556 seinen Höhepunkt. Im Jahre 1583 brannte die Klosterbibliothek nieder, konnte aber in den folgenden fünf Jahren wiederhergestellt werden. Während der schwedischen Besetzung Frankens im Dreißigjährigen Krieg wurde das Kloster zwischen 1631 und 1634 wirtschaftlich ruiniert, wobei der in Würzburg versteckte Kirchenschatz in die Hände der schwedischen Truppen fiel und nach Stockholm gebracht wurde.

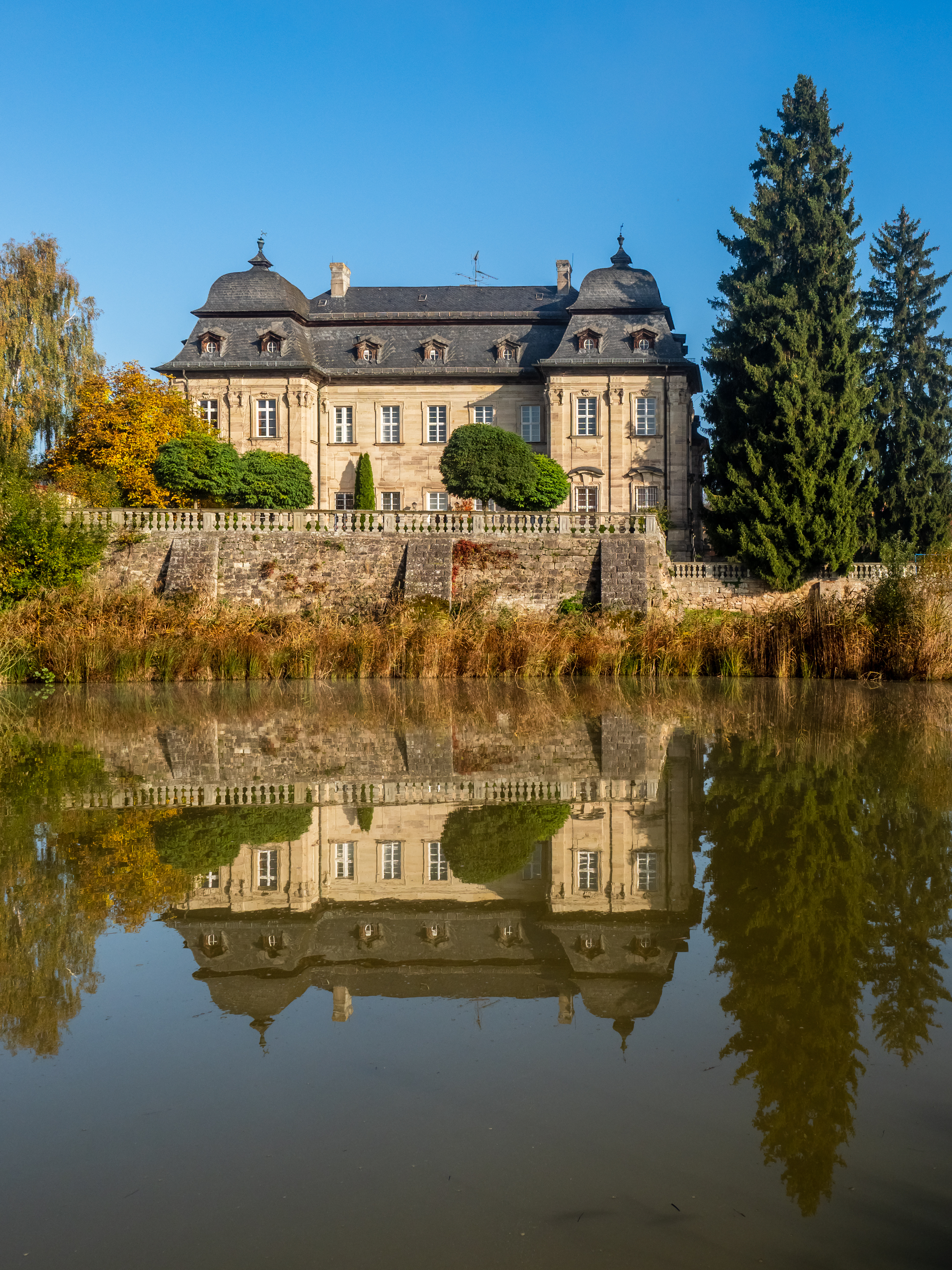
Das ehemalige Amtsschloss des Zisterzienserklosters Ebrach in Burgwindheim

Durch den Westfälischen Frieden 1648 kehrte wieder „Ruhe und Ordnung“ in Franken ein. Es begann eine langsame Erholung, die ab 1658 unter dem Abt Alberich Degen und seinen Nachfolgern in eine ausgedehnte Bautätigkeit mündete. Im 18. Jahrhundert erlebte Ebrach eine Blüte. Aus dieser Zeit stammen die schlossartigen barocken Klostergebäude und Gärten sowie zahlreiche Amtshöfe in mehreren umliegenden Städten, aber auch auf dem Land. Die prägendste Gestalt unter den baulustigen barocken Äbten war der 1714 gewählte Wilhelm Sölner, der bis zu seinem Tod 1741 nicht allein die Abtei selbst zum ersten modern gedachten Schlossstift Frankens ausbaute, sondern auch eine große Anzahl von umliegenden Klosterhöfen repräsentativ neu gestalten ließ. So entstand als prächtigstes Beispiel von 1720 bis 1728 das Amtsschloss des Klosters Ebrach in Burgwindheim. Einen zweiten künstlerischen Höhepunkt im 18. Jahrhundert erlebte Ebrach unter Abt Wilhelm Roßhirt, der von 1773 bis 1791 regierte. Unter seiner Ägide erhielt die Abteikirche zwischen 1778 und 1791 ihre opulente Altar- sowie Stuckausstattung.
Die Abtei Ebrach wurde 1803 unter dem Abt Eugen Montag im Zuge der Säkularisation aufgelöst. Zu dieser Zeit bewohnten noch 51 Mönche und zehn Laienbrüder das Kloster. Im gleichen Jahr wurden das Dorf Ebrach und dessen Pfarrei gegründet, die Abteikirche wurde katholische Pfarrkirche Mariä Himmelfahrt. Seit 1851 dienen die restlichen Klostergebäude der Verwaltung der Justizvollzugsanstalt Ebrach. Der Grundbesitz des Klosters wurde als Landgericht Ebrach weiterverwaltet.
In der Klostergaststätte fanden von 1957 bis 1971 jährlich die vom Staatsrechtler Ernst Forsthoff organisierten Ebracher Ferienseminare statt, die für jeweils zwei Wochen bekannte Wissenschaftler aus den verschiedensten Professionen zu gemeinsamen Diskussionen zusammenführten.

## Klosterbauten

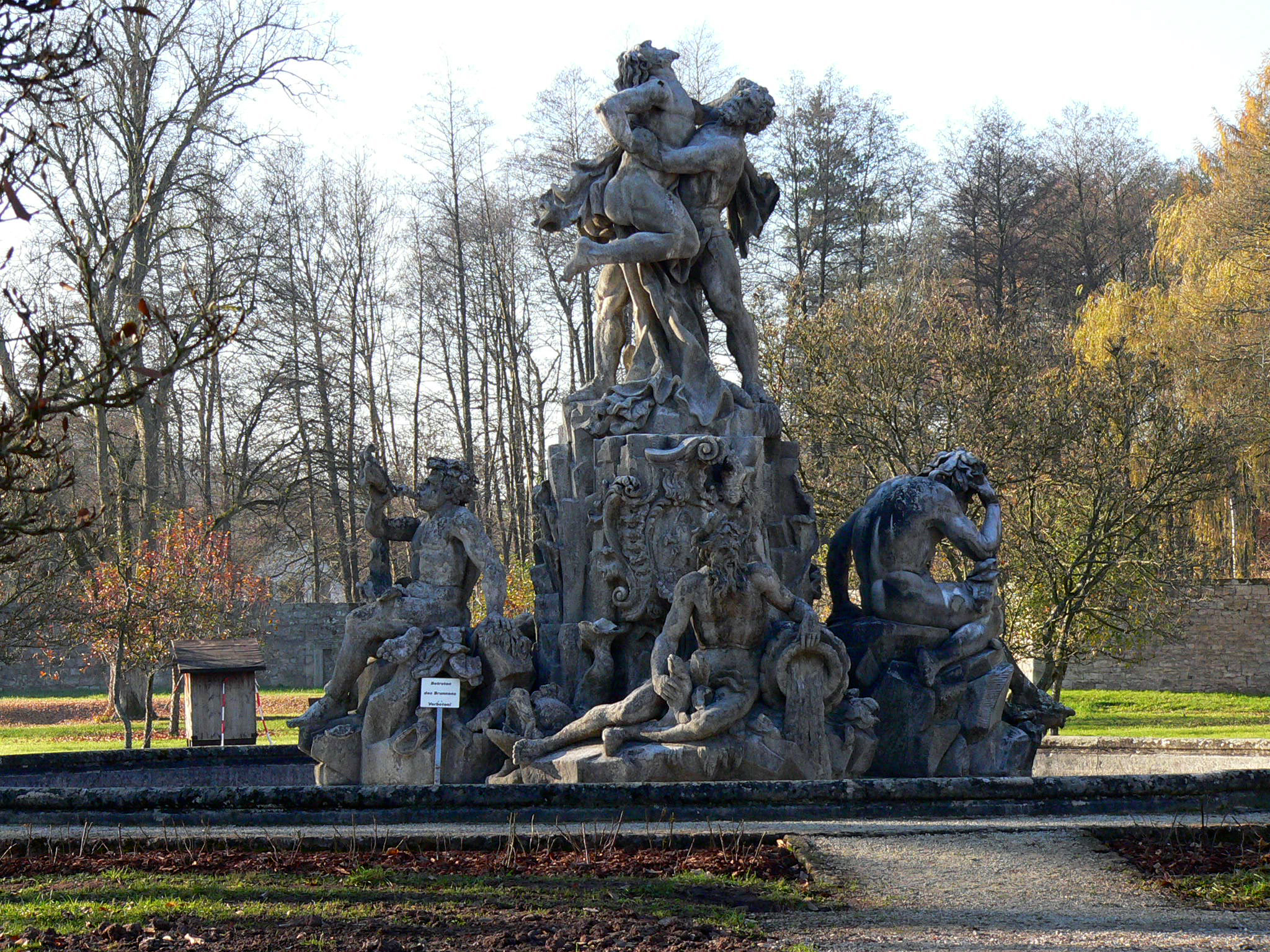
Herkulesbrunnen (2011)

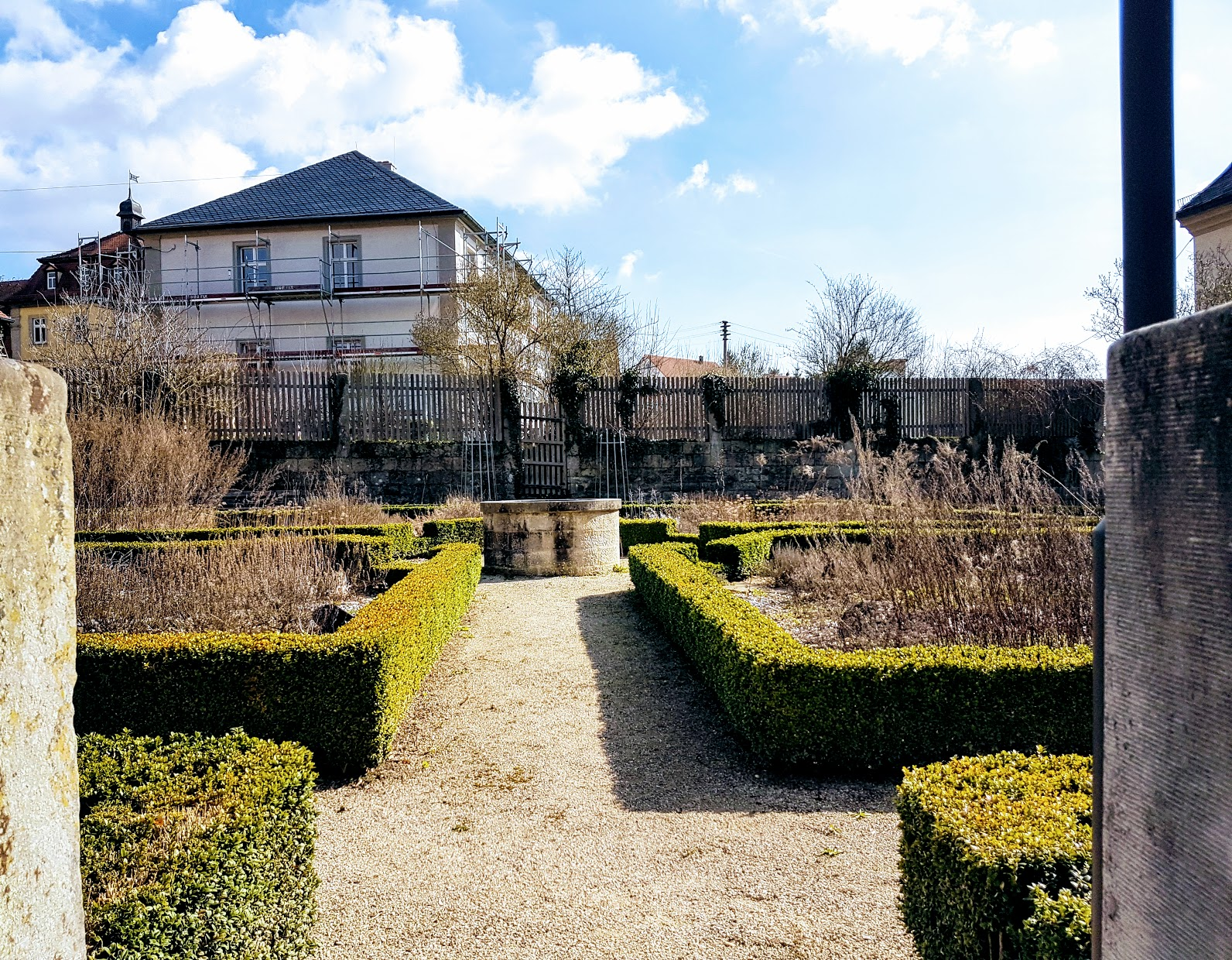
Kräutergarten Ebrach (2017)

Ein Kapitellfund im Bereich des südlichen Seitenschiffs der heutigen Kirche lässt den Schluss zu, dass sich dort die erste, 1134 geweihte Klosterkirche befunden hat. Mit der Errichtung der Abteikirche ab 1200 wurde die erste Kirche überbaut. Man begann den Bau der Abteikirche mit der Michaelskapelle, deren Altarweihe bereits 1207 erfolgte. 1285 wurde die Abteikirche mit allen Nebenkapellen fertig gestellt und geweiht. Die bis auf die Abteikirche zunächst bescheidenen Klosterbauten wurden nach den Kriegswirren und -zerstörungen des 16. und 17. Jahrhunderts zwischen 1618 und 1791 in barockem und nachbarockem Stil prunkvoll neu errichtet. Die schlossartigen Anlagen verdeutlichen, wie weit sich die Zisterzienser inzwischen von den Idealen ihrer Ordensgründer entfernt hatten.
Unmittelbar an die Südfassade der Abteikirche mit den Nebenkapellen der Heiligen Bernhard und Johannes, der Katharinenkapelle, der Kapelle mit dem Sarkophag des ersten Abtes Adam und der Michaelskapelle baute man ein Gebäude mit Konventualenwohnungen für die Mönche und ein baugleiches mit Wohnungen für die Klosterbeamten an, wodurch in der Klosterkirche die Südfenster geschlossen wurden. Nach Westen schloss sich, verbunden durch die ehemaligen Offiziantenwohnungen mit Stallungen, als schlossähnliche barocke Dreiflügelanlage die Abtswohnung mit den Repräsentationsräumen Stiegenhaus und Kaisersaal an, dazu Räumlichkeiten für die Klosterverwaltung. Der Innenhof wurde beherrscht vom Abtsgarten und Unteren Abteigarten mit einem Herkules-Brunnen.
Um dieses kompakte Ensemble gruppierten sich nördlich der Abteikirche jenseits der Straße der höher gelegene Obere Abteigarten mit Orangerie, der Conventsgarten, die Fuchs’sche Kapelle, das Fischhaus, das Brauhaus und die Mühle, jeweils mit Garten, das Krankenhaus, die Wohnung des klösterlichen Forstmeisters und die Handwerkstätten. Nördlich des inneren Klosterareals befanden sich der Ökonomiehof mit Garten, Pferdestallungen und großen Scheunen sowie Torhaus und Oberes Tor. Ein Wirtshaus mit Stallungen gehörte ebenso dazu wie ein Friedhof östlich der Kirche und rund um den Klosterbezirk aufragende Wächtertürme.

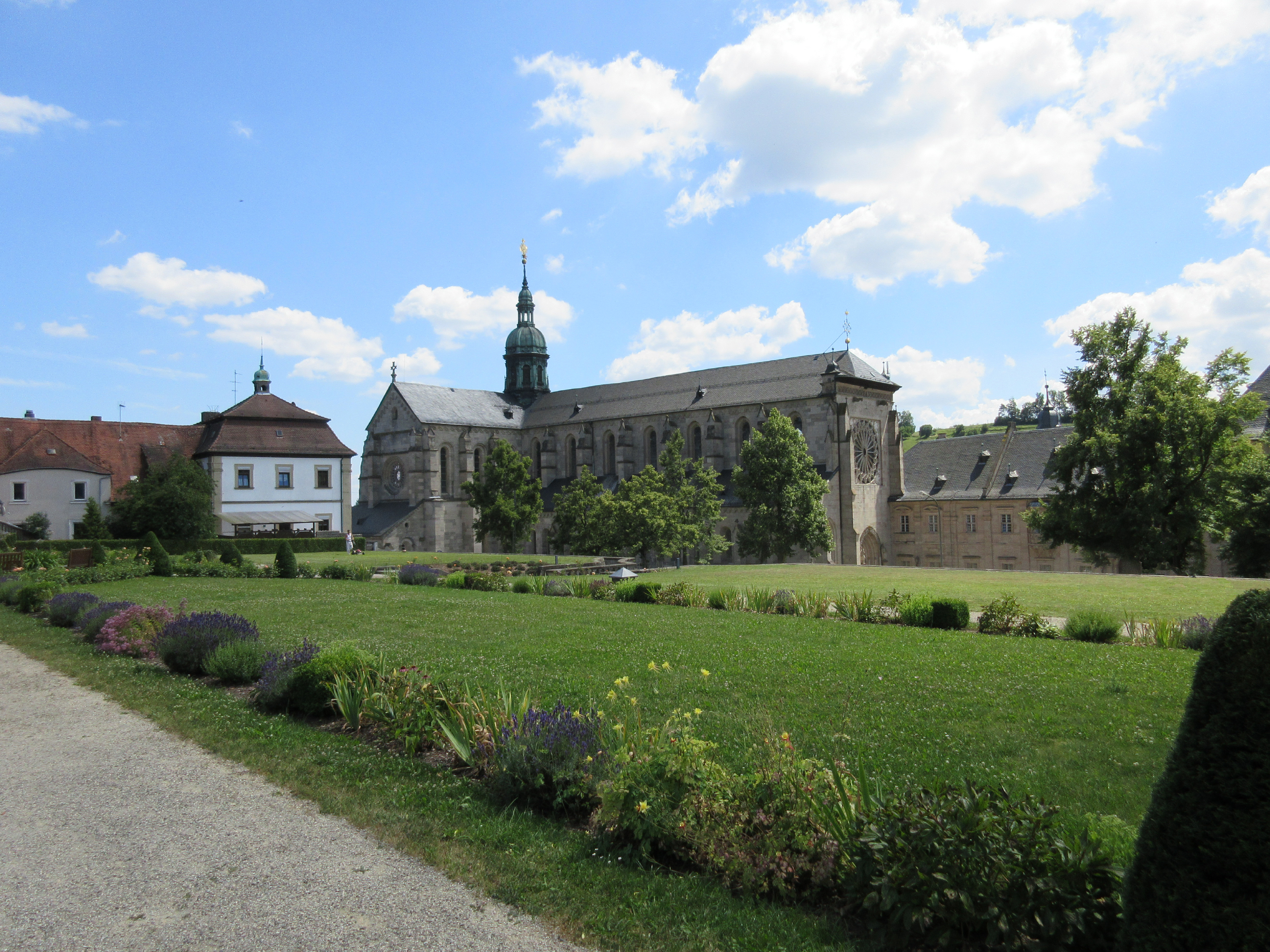
Oberer Abteigarten mit Klosterkirche
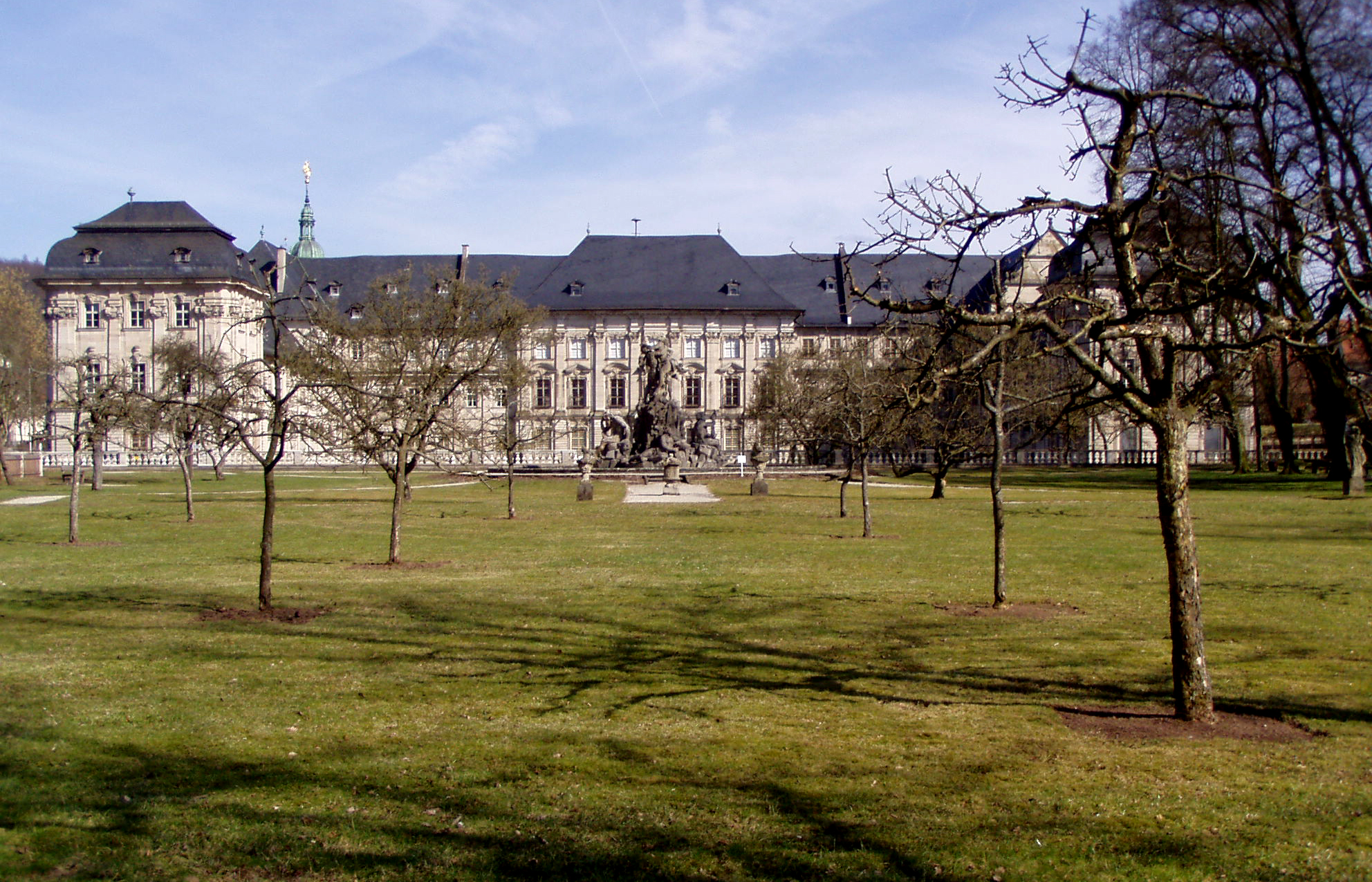
Barocke Abteigebäude und unterer Abteigarten
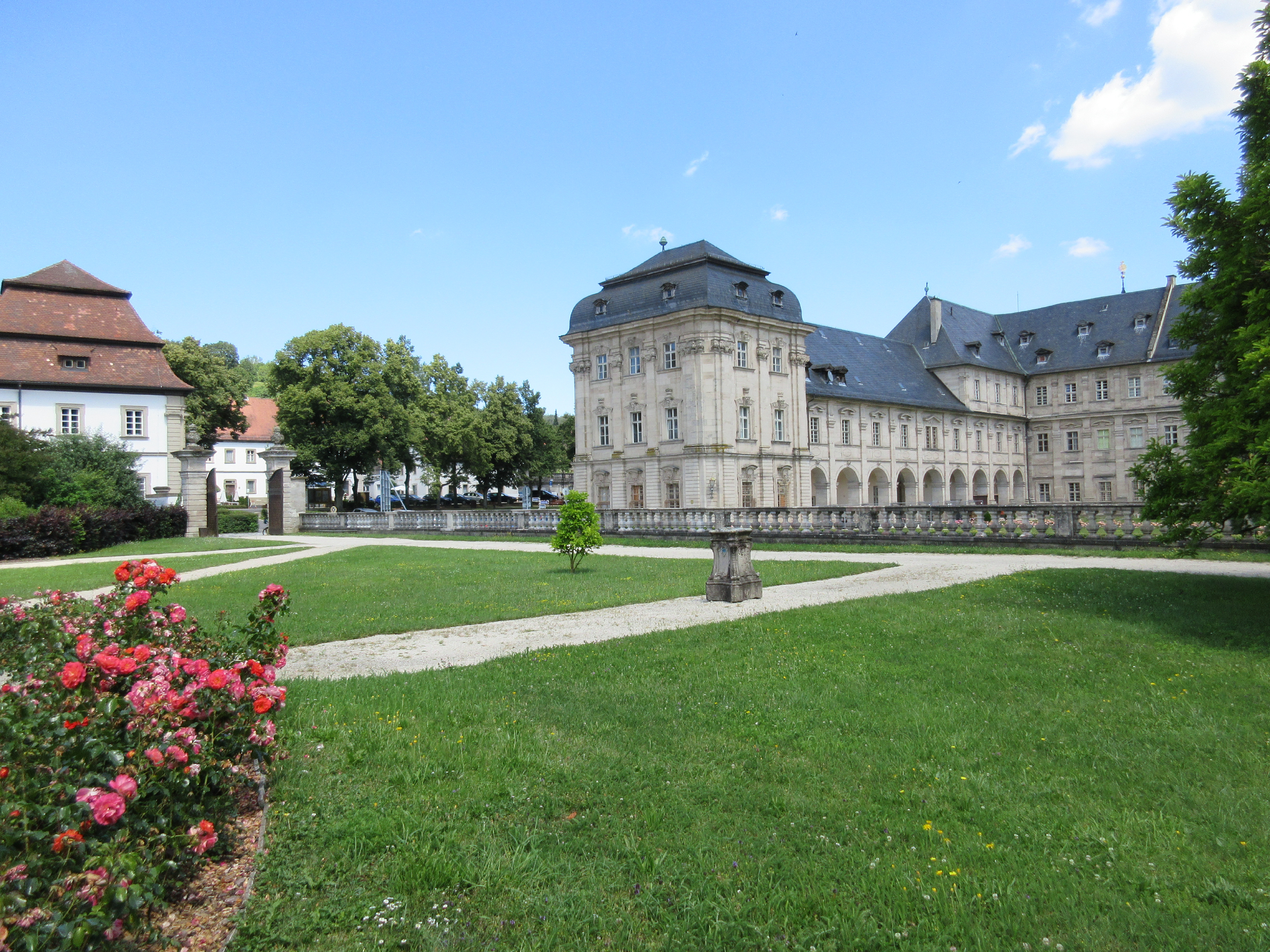
Unterer Abteigarten und barockes Abteigebäude
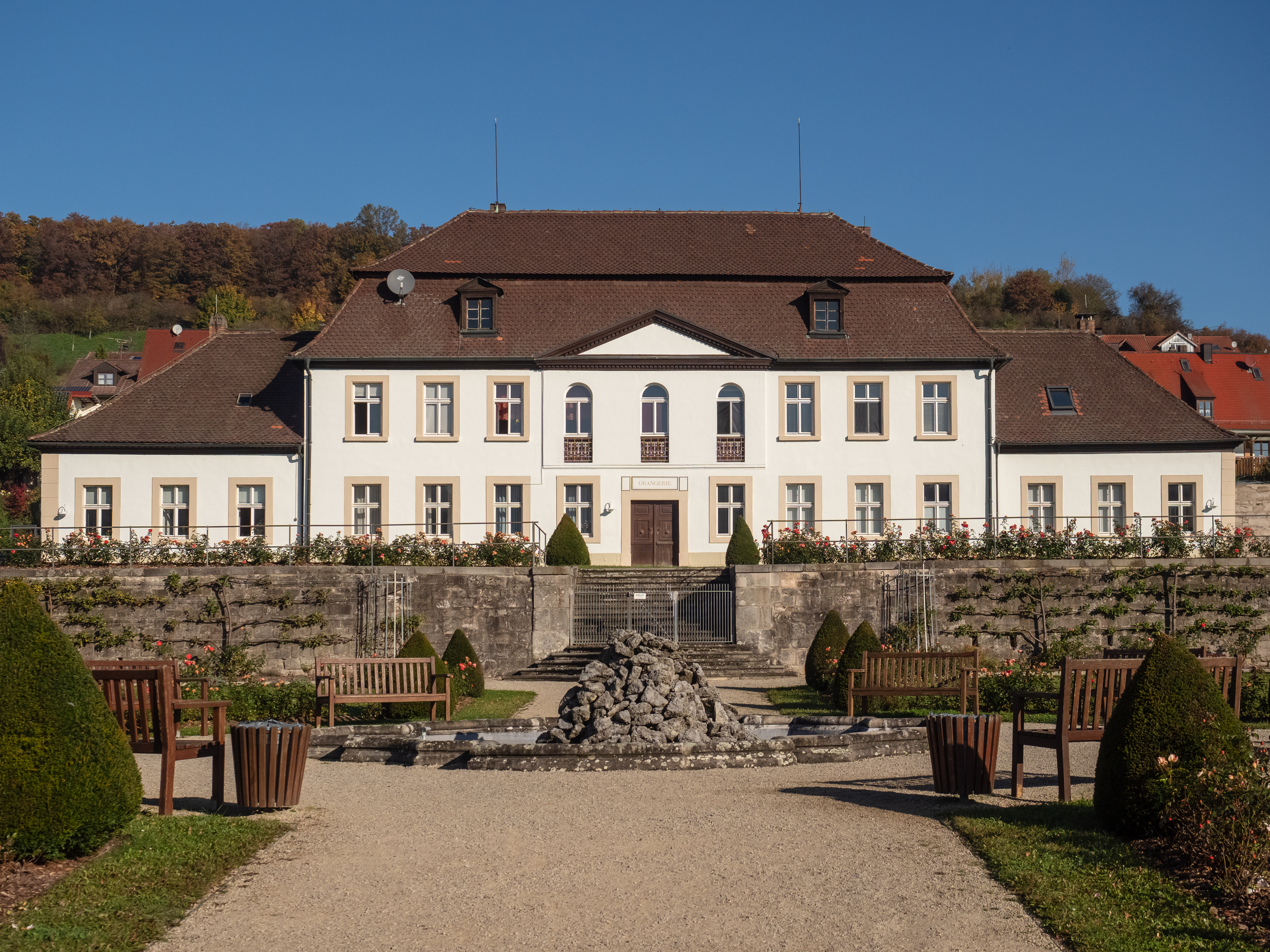
Oberer Abteigarten mit Orangerie (2017)

## Michaelskapelle

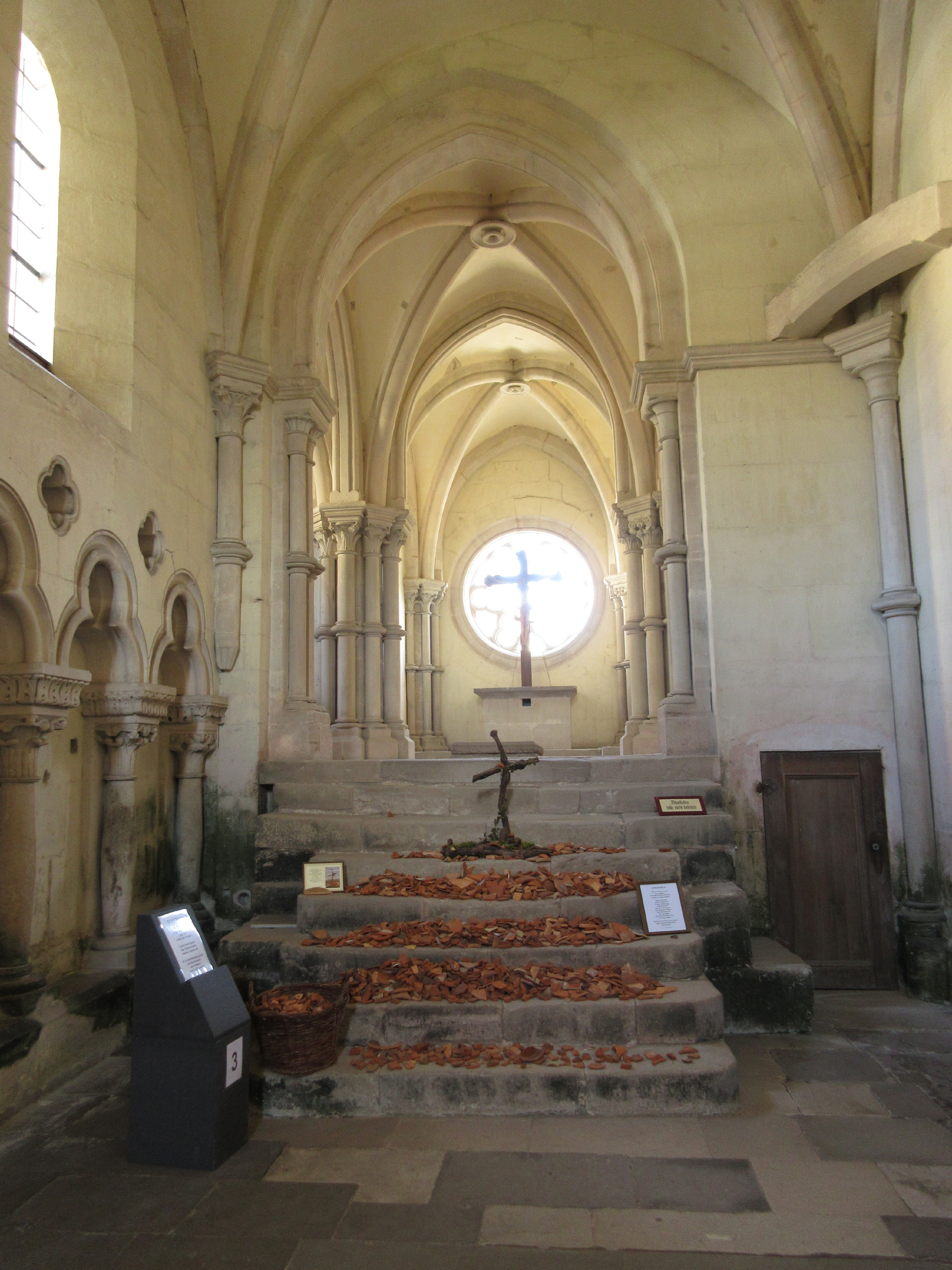
Michaelskapelle in der Klosterkirche Ebrach

### Baugeschichte und Anlage
Rund 30 Meter nördlich der ersten Klosterkirche von 1134 begann man 66 Jahre nach deren Weihe mit dem Bau der Michaelskapelle in Ost-West-Ausrichtung (Grundsteinlegung am 4. Juni 1200.) 1207 erfolgte die Altarweihe, die Fertigstellung mit einer neuartigen Wölbung 1211 oder etwas später. Unter dem kreuzförmigen, erhöhten Chor befand sich zunächst eine Krypta mit der Grablege des Klosterstifters Berno. Im 15. Jahrhundert wurde das Stiftergrab nach oben verlegt und die Krypta als Beinhaus mit Zugang zum Friedhof verwendet. Die Michaelskapelle ist eines der bemerkenswertesten Bauwerke seiner Zeit auf deutschem Boden, da sie zwar in der Gesamterscheinung noch durchaus romanisch verwurzelt ist, aber eine Reihe frühgotischer Formenelemente aus der Bausprache der Zisterzienser (Burgund) zeigt. Noch während der Fertigstellung der Michaelskapelle begann auch die Errichtung der neuen Abteikirche mit der Niederlegung der ersten Klosterkirche.

### Innenraum
Den Innenraum der Michaelskapelle, dessen Langhaus ursprünglich als Laienraum vom Altarraum durch einen Lettner abgetrennt war, beherrscht der Chor, in dem alle Kreuzrippen und die spitzbogigen Gurte auf gebündelten, von Schaftringen umfassten Diensten vom Boden aufsteigen. In der Vierung deckt eine Platte das Stiftergrab des Berno. Wände und Gewölbe zeigen Reste zisterziensischer Raumdekorationen mit spätromanischer Linearmalerei. In den Westjochen befinden sich einfache Quaderlinien und Gewölbefelderungen, die im Ostjoch zusätzlich mit Sternen, Lilien und Rosetten versehen sind. Der Altar ist neueren Datums. Am Boden des Langhauses sind die Grabplatten von Adligen des 14. Jahrhunderts (von Windheim, Lisberg und Thüngfeld) eingelassen.

## Ehemalige Abteikirche

### Baugeschichte und Anlage

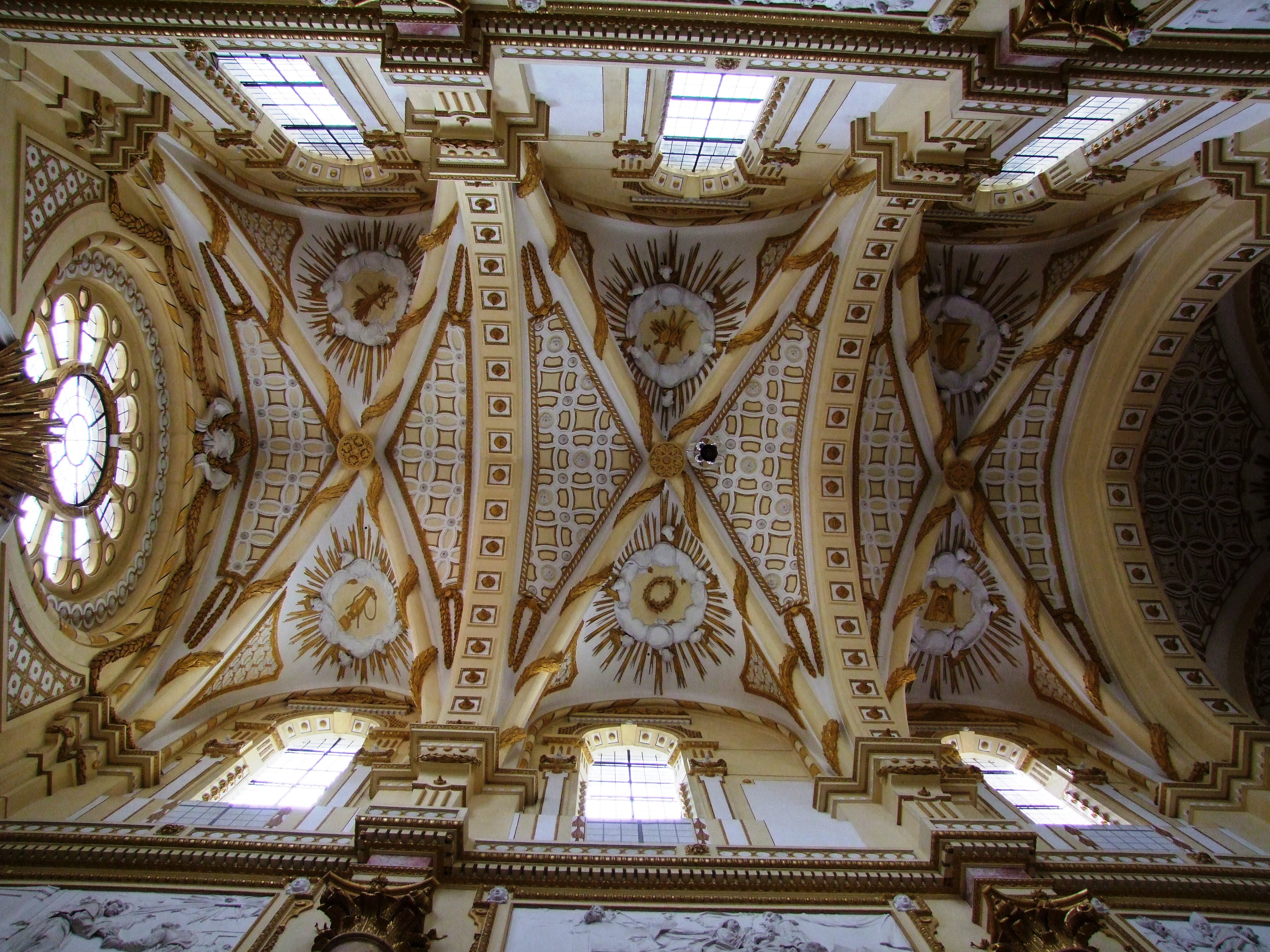
Mittelschiffsgewölbe

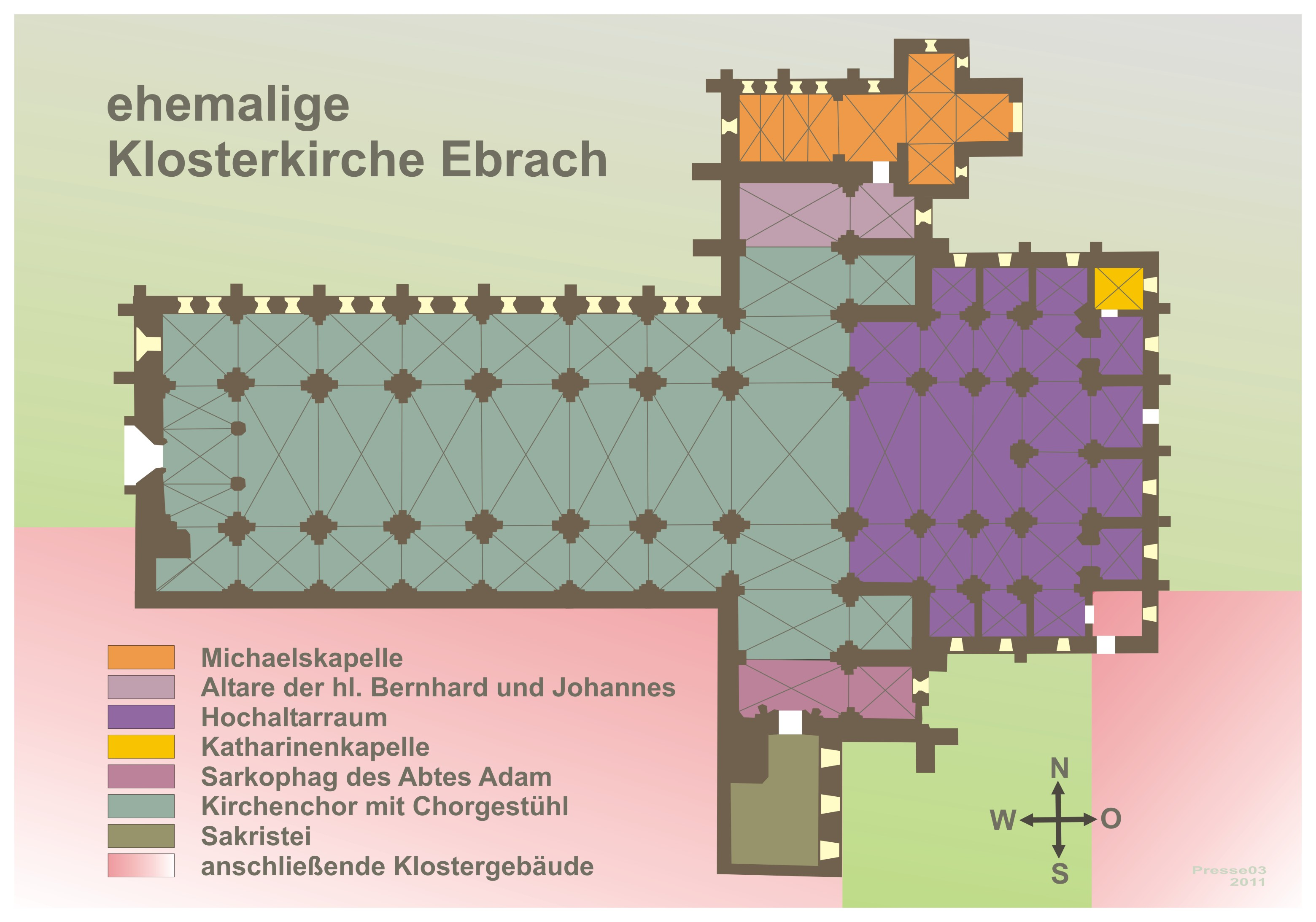
Grundriss der Klosterkirche

Die Grundsteinlegung der Michaelskapelle wird oft auch als Baubeginn der Hauptkirche angenommen, obwohl dies unwahrscheinlich erscheint. Der Versatz des Kreuzgewölbes der Michaelskapelle zu dem der Abteikirche lässt auf einen späteren Baubeginn der Hauptkirche schließen, der an den südwestlichen Teilen von Chor und Querschiff der bereits bestehenden Michaelskapelle begann und von dort nach Westen und Süden fortschritt. Der Bauverlauf von Kapelle und Kirche konnte durch eine eingehende Untersuchung der Steinmetzzeichen sehr genau bestimmt werden. In ihrer 85-jährigen Baugeschichte behielt die Kirche bis auf die hochgotische Westfassade im Wesentlichen die Frühgotik des Baubeginns bei. Der Historiker Wolfgang Wiemer, Autor der meisten neueren Veröffentlichungen über das Kloster Ebrach, berichtet von Computeranalysen der Maßverhältnisse der Kirche, die ergaben, dass ihre „Proportionen bereits nicht nur Zahlenverhältnisse enthalten, die schon in der Antike als bedeutsam galten, sondern auch – wegen besonderer Konstruktionsverfahren äußerlich nicht zu erkennen – die geometrischen Figuren der antiken Planimetrie, die Formengrundlage der Hochgotik enthalten“, also ihrer Zeit weit voraus waren.
Die Abteikirche weist als dreischiffige Basilika mit siebenjochigem Langhaus und im östlichen Drittel beiderseits mit drei Jochen ausladendem Querhaus und Rechteckchor mit Umgang typisch das klassische zisterziensische Bauschema auf. Querhaus und Chor werden von einem rechteckigen Kapellenkranz begleitet. Geweiht wurde die Kirche den Heiligen Maria, Johannes Evangelist und Nikolaus. In kleinen metallenen Kammern hinter dem Hauptaltar wurden die Herzen der Fürstbischöfe des Hochstifts Würzburg aufbewahrt. Seit dem 13. Jahrhundert bis Ende des 16. Jahrhunderts wurden die Herzen der Würzburger Bischöfe im Kloster Ebrach, die Eingeweide in der Kapelle der Würzburger Marienburg und die Körper im Dom von Würzburg bestattet.
Bei Georg Dehio ist über die Abteikirche zu lesen: „Der großartigste frühgotische Bau, den Deutschland hervorgebracht hat“. Beeindruckend sind allein die Ausmaße der Kirche von 87,8 auf 49,3 Meter.
Die seit der Erbauung nur wenig veränderte Außenansicht zeigt den über die Stufen des Kapellenkranzes und Umgangs ragenden Chor und das Querhaus. Der hochgotische Charakter entsteht erst in der Westfassade mit der an französische Vorbilder angelehnten 7,6 m breiten Fensterrose als Hochachtung für das Mutterkloster Morimond. Es handelt sich um eine Kopie, das Original wurde 1886 wegen Baufälligkeit ersetzt und befindet sich seither im Bayerischen Nationalmuseum München.

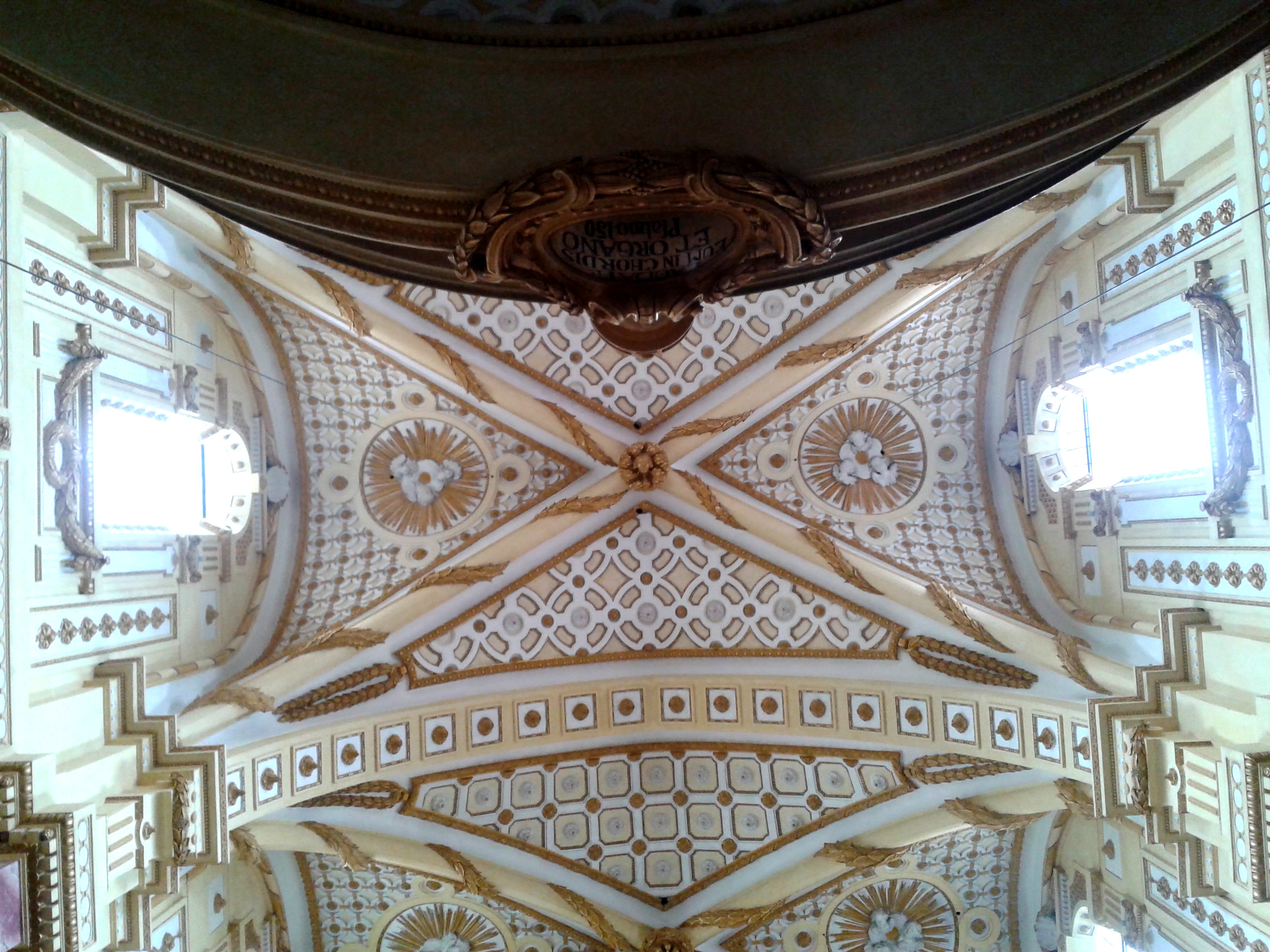
Abteikirche Deckengewölbe Blattmaske Schlussstein

Das figurenlose Hauptportal der Kirche ist von naturalistischem Blattwerk umrahmt. Die flankierenden Figuren der Muttergottes und des Heiligen Johannes Evangelist wurden erst 1648 aufgestellt. Der Giebel der Westfassade wurde um 1580 nachgotisch erneuert und seine Vorderseite 1691 durch das heutige Walmdach ersetzt. Die einzige größere Veränderung der Außenerscheinung bildet der spätbarocke, kuppelähnliche Dachreiter aus kupferbeschlagenem Eichenholz, den 1716 der Würzburger Hofbaumeister Joseph Greissing über der Vierung an Stelle eines steinernen Dachreiters errichtete.
In den Jahren von 1778 bis 1791 erfolgte durch den Würzburger Hofstuckator Materno Bossi eine grundlegende, auf prunkvolle Dekorationswirkung gerichtete Umgestaltung der Kirche. Ein großer Teil der Bildhauerarbeiten stammt vom Würzburger Hofbildhauer Johann Peter Wagner. Diese Umgestaltung hat den mittelalterlichen Raum stark verändert und laut Georg Dehio sogar „ästhetisch vernichtet“. Georg Dehios noch von der Sicht des 19. Jahrhunderts geprägte Meinung wird heute jedoch kaum noch geteilt. Vielmehr überwiegt inzwischen die Anerkennung der außergewöhnlichen Leistung, einen gotisch proportionierten Raum überzeugend im Stil des Frühklassizismus überformt zu haben. Zudem ist das besonders hohe künstlerische Niveau der daran beteiligten Künstler hervorzuheben. Daher setzte schon vor Jahrzehnten ein Umdenken in der Bewertung ein, wofür beispielhaft die Bemerkung des Historikers Heinrich Mayer stehen mag: „Unersetzliches ist dabei verloren gegangen, doch muss zugestanden werden, dass mit viel Geschmack ein überaus festlicher Raum geschaffen wurde.“

### Ausstattung

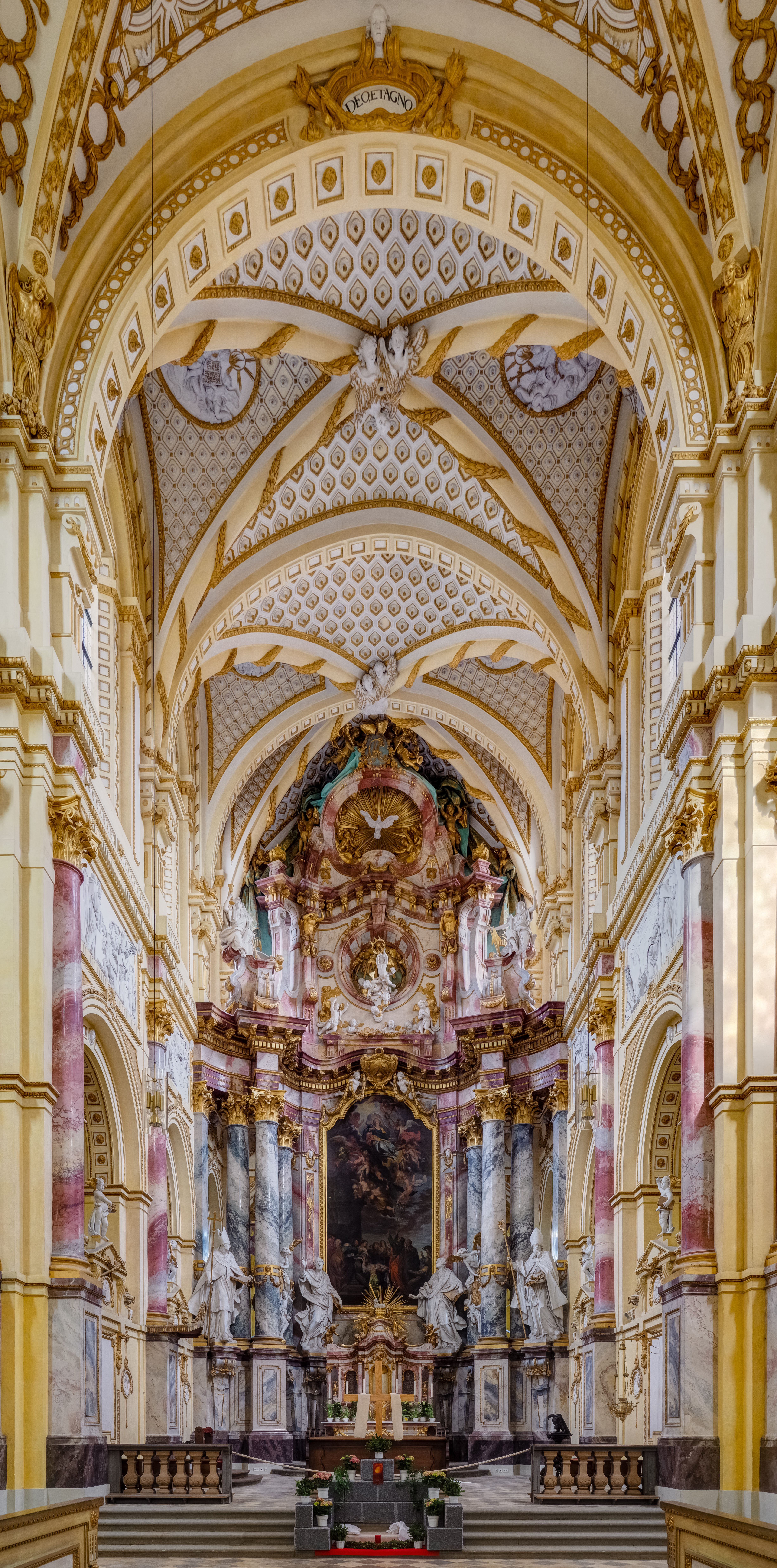
Altarraum mit Hochaltar

#### Chor
Der 1778/80 errichtete Hochaltar weist in Aufbau und Figuren deutliche Rokoko-Nachklänge auf. Das Altarblatt der Himmelfahrt Mariens lehnt sich an die Variation eines Bildes von Peter Paul Rubens. Es wurde bereits 1650–1652 von H. G. Heyden gemalt und schmückte schon den vorherigen Hochaltar. J. P. Wagner schuf die Holzfiguren der Unterzone der Heiligen Bernhard, Petrus, Johannes Evangelista, Nikolaus, Benedikt und Bernhard. Die Stuckverkleidungen der Chorschranken weisen Medaillons mit Apostelköpfen auf. Hinter dem Hochaltar an der östlichen Kirchenwand befinden sich überarbeitete Epitaphien der Würzburger Fürstbischöfe Berthold von Sternberg und Mangold von Neuenburg. 1650 ließ man an der südöstlichen Schranke die Nachbildungen zweier Sarkophagdeckplatten der staufischen Königin Gertrud von Sulzbach und ihres Sohnes Herzog Friedrich von Schwaben ein.
In den beiden Kapellen rechts uns links der Epitaphien stehen Altäre von J. B. Brenno aus den Jahren 1695 und 1697. Die beiden Kapelleneingänge wurden 1741 der barocken Ausgestaltung dieser Altäre angepasst. Durch die linke Kapelle gelangt man zur Katharinenkapelle, deren Streublumenbemalung noch aus dem beginnenden 17. Jahrhundert stammt. Der Terrakottaaltar in der Katharinenkapelle datiert auf das Jahr 1608. Am Sockel sind Beschneidung und Taufe Christi dargestellt, im Hauptfeld die heilige Katharina und im Aufsatz die heilige Elisabeth.

#### Querhaus

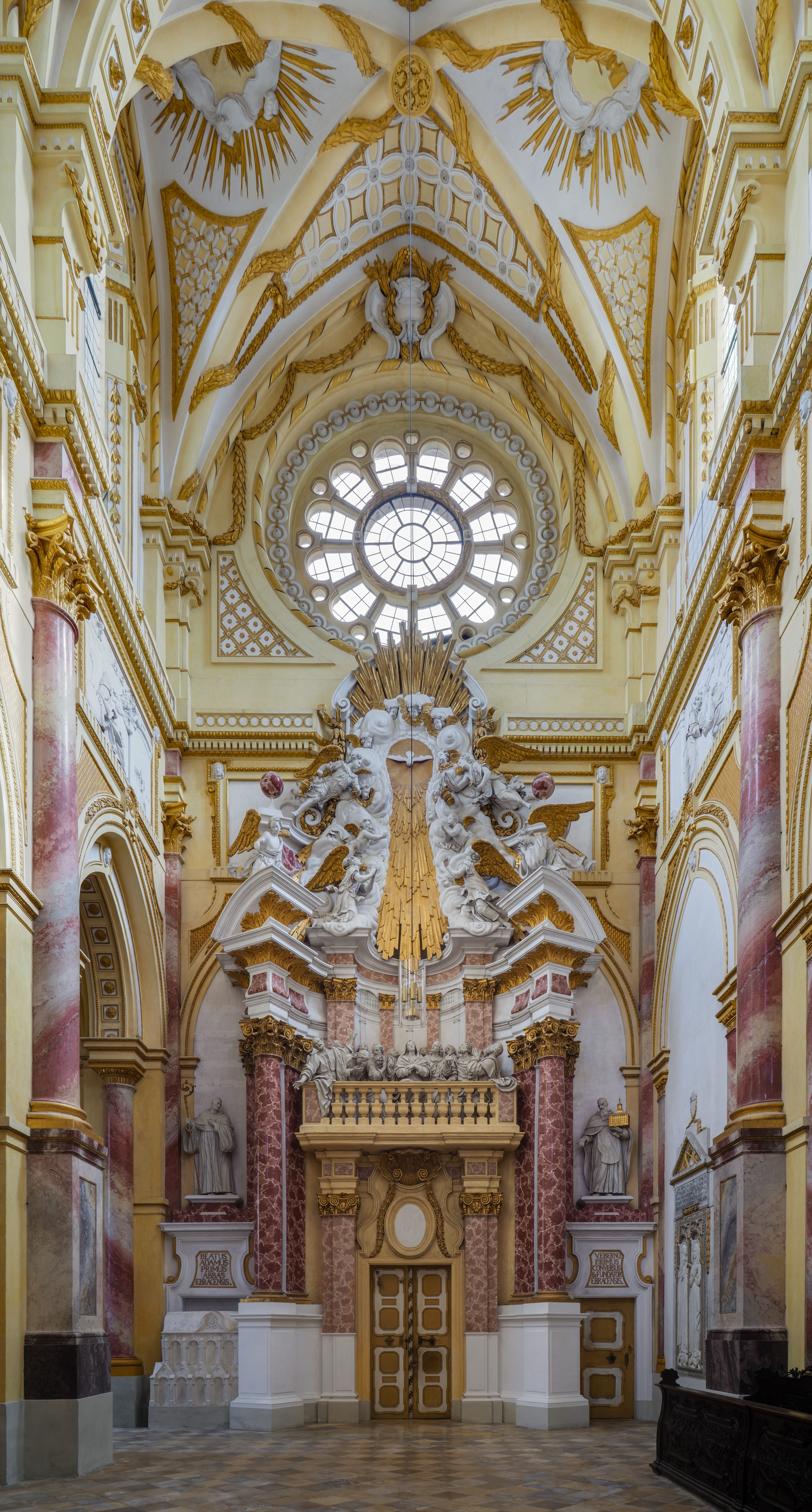
Zugang zur Sakristei und Darstellung des Pfingstwunders

An der nördlichen Stirnwand des Querhauses zur Michaelskapelle hin befindet sich der Altar des heiligen Bernhard. Der 1623 bis 1626 durch Veit Dümpel aus Nürnberg geschaffene Altar zeigt in vier Ebenen unten den Leichnam Christi mit Johannes dem Täufer und dem Apostel Johannes, im mittleren Teil die drei Visionen des heiligen Bernhard, darüber den heiligen Bernhard vor der Muttergottes und ganz oben die Kreuzigungsgruppe mit Maria als Bekrönung.
In der Kapelle rechts des Bernhard-Altars steht der Johannesaltar mit der Hauptfigur des Johannes, flankiert vom Propheten Jesaja und dem Evangelisten Matthäus, sowie als Bekrönung die Apokalyptische Frau aus der Offenbarung des Johannes.
In der gegenüberliegenden Querhauswand ist die Tür zur Sakristei zu einem mächtigen Portalrahmen ausgeweitet, auf dessen Balkon die Jünger Jesu mit Maria stehen. Auf sie strömt der Heilige Geist strahlenförmig herab. Das als Pfingstwunder bezeichnete Portal wurde von J. B. Brenno 1696/1697 geschaffen. Rechts und links der Portalsäulen aus Alabaster stehen die Figuren des Stifters Berno und des ersten Abtes Adam, dessen Sarkophag sich in der Kapelle links des Portals befindet. Daneben steht das Grabdenkmal des letzten Ebracher Abtes E. Montag mit einem Relief der Heiligen Dreifaltigkeit und einem Chronogramm im Sockel, aus dem das Todesjahr des Abtes 1811 hervorgeht. In der benachbarten Kapelle befinden sich die Denkmäler der Äbte L. Ludwig und W. Sölner und an der gegenüberliegenden Wand die Grabplatte des Laienbruders Teufel und seiner Mutter.

#### Mittelschiff
Vor dem Querhaus befindet sich bereits im Langhaus der Mönchschor mit dem um 1782/1784 errichteten klassizistischen Chorgestühl, über dessen Sitzreihen Darstellungen aus dem Leben und der Passion Jesu zu sehen sind. Vor dem Chorgestühl steht an zentraler Stelle seit 2005 der Volksaltar von Klaus Backmund.
Ab 1677/1682 trennten die heute unter der Empore stehenden Barockgitter als Lettner den Mönchschor vom westlich angrenzenden Laienschiff, an dessen Mittelschiffpfeilern sich insgesamt vier Altäre befinden, die Bossi in den Jahren 1778 bis 1787 schuf, deren Altarblätter aber aus verschiedenen Epochen stammen. Aus älterer Ausstattung stammen nur die Altarblätter mit Darstellung des heiligen Hieronymus, während die Blätter der Eingangsaltäre mit den Heiligen Sebastian und Petrus und der Ruhe auf der Flucht nach 1790 erworben wurden. Die Stuckreliefs über den Arkadenbögen rechts und links des Mittelschiffs stammen wahrscheinlich ebenfalls von Bossi. Sie stellen Szenen aus dem Leben des heiligen Bernhard und dem Leben Jesu dar. Die Spätrokokokanzel an der linken Seite des Mittelschiffs wurde erst bei der Umwandlung der Abteikirche zur Pfarrkirche 1803 aus dem Kloster Himmelspforten dorthin gebracht.
Am westlichen Ende des Langhauses erhebt sich über dem Hauptportal der Klosterkirche die um 1704 errichtete Orgelempore mit der Hauptorgel, deren Prospekt wirkungsvoll eine große Fensterrose umfängt. Unter die Empore wurde der wahrscheinlich 1747 vom Würzburger Hofschlosser J.G. Oegg überarbeitete Mittelteil des ursprünglichen Lettnergitters versetzt. Auf ihm sind Wappenkartuschen mit krönendem Ritter (Wappen des Abtes Held) zu sehen.

#### Seitenschiffe

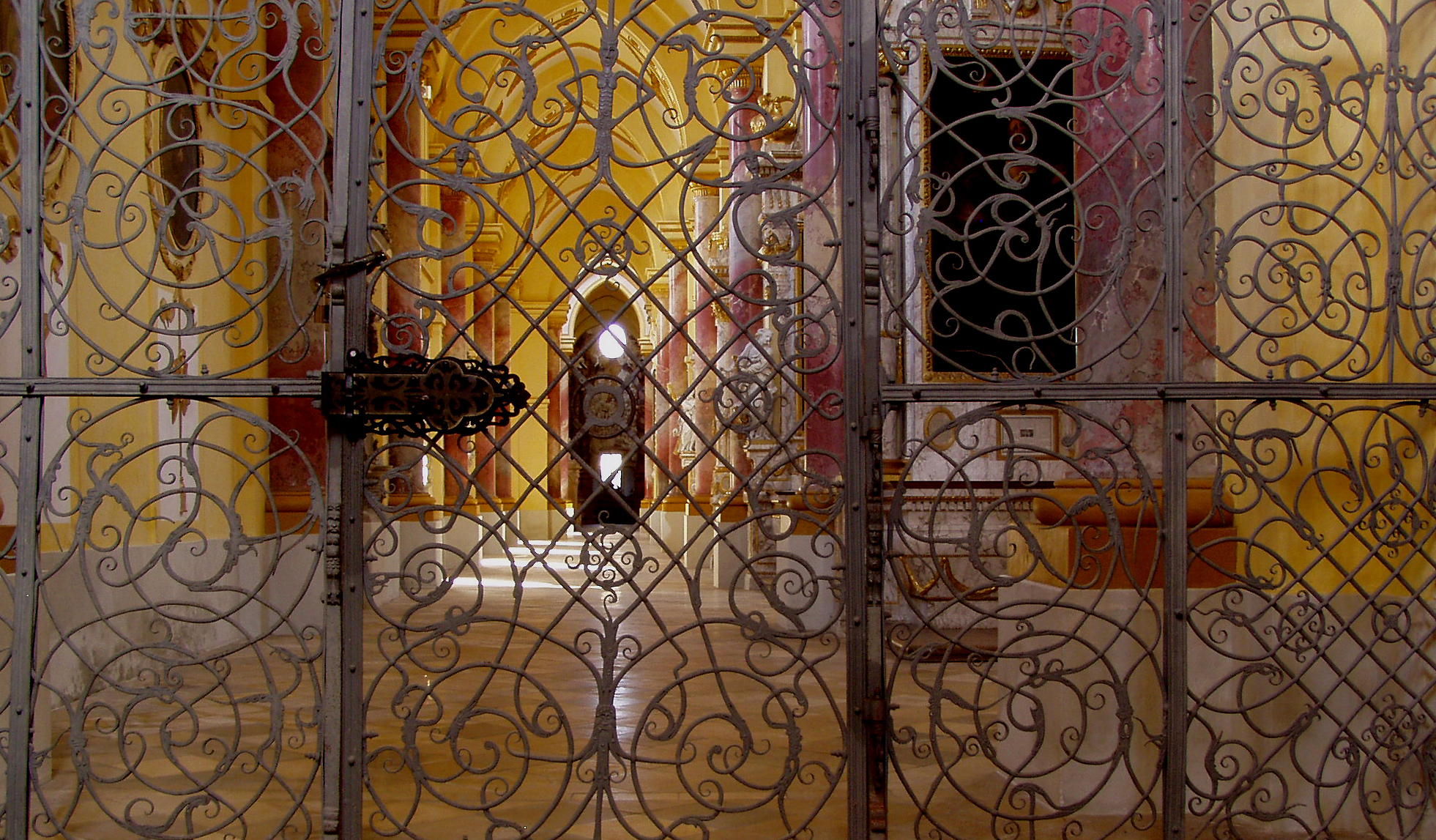
Nördliches Seitenschiff, gesehen durch das schmiedeeiserne Rokokogitter

Der Mittelteil des Gitters war 1682 als Erweiterung des Lettners durch zwei Flankenteile ergänzt worden, die 1754 ebenfalls unter die Empore versetzt wurden. Sie verschließen die Seitenschiffe gegen den Haupteingang und weisen ein feines Linienspiel und Wappen des Abtes Degen auf.
Im nördlichen Seitenschiff befinden sich die Epitaphien von Äbten und Prioren des 16. Jahrhunderts und die Grabplatte des Abtes Degen. Im südlichen Seitenschiff steht das von N. Lenkhardt 1618/19 aus Alabaster gefertigte Grabmal des Abtes Hölein. Über einer Konsole erhebt sich ein viersäuliger Aufbau, in dem unten der kniende Abt vor der Kreuzigungsgruppe und neben ihm die Heiligen Hieronymus und Katharina zu sehen sind. Darüber erscheint der heilige Bernhard und über ihm eine Ädikula mit dem Propheten Ezechiel und den Darstellungen von Glaube und Stärke. Bekrönt wird das Grabmal von den Darstellungen von Liebe, Weisheit und Gerechtigkeit. An den Wänden beider Seitenschiffe befinden sich ovale Ölgemälde mit Porträts aus der Ordensgeschichte.

### Orgeln

Gotische Fensterrose und Orgelprospekt der Hauptorgel

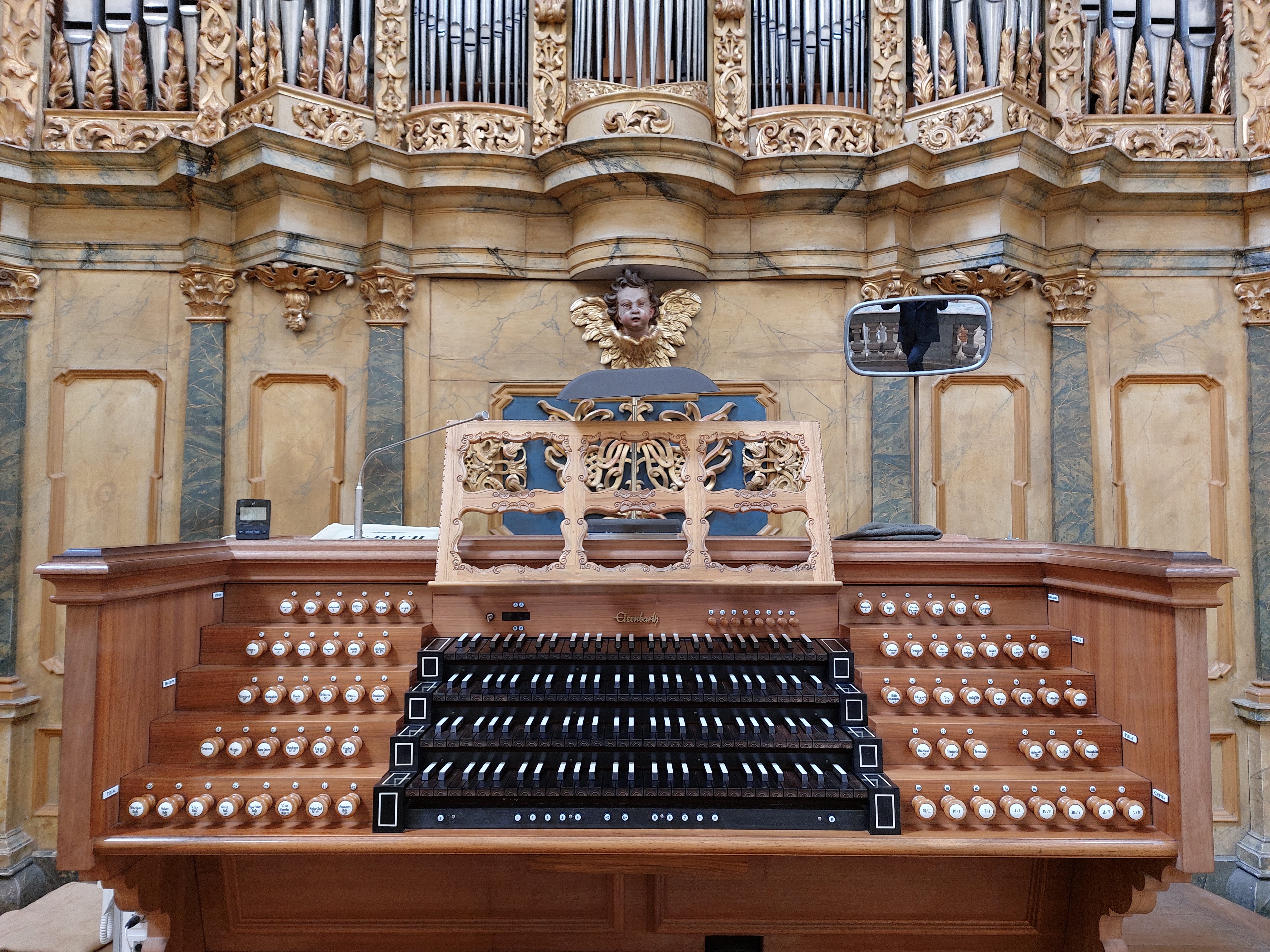
Spieltisch der Hauptorgel

In der Abteikirche gibt es drei Orgeln, die allesamt im 18. Jahrhundert errichtet wurden: Die Hauptorgel auf der Westempore sowie die beiden Chororgeln.

#### Hauptorgel

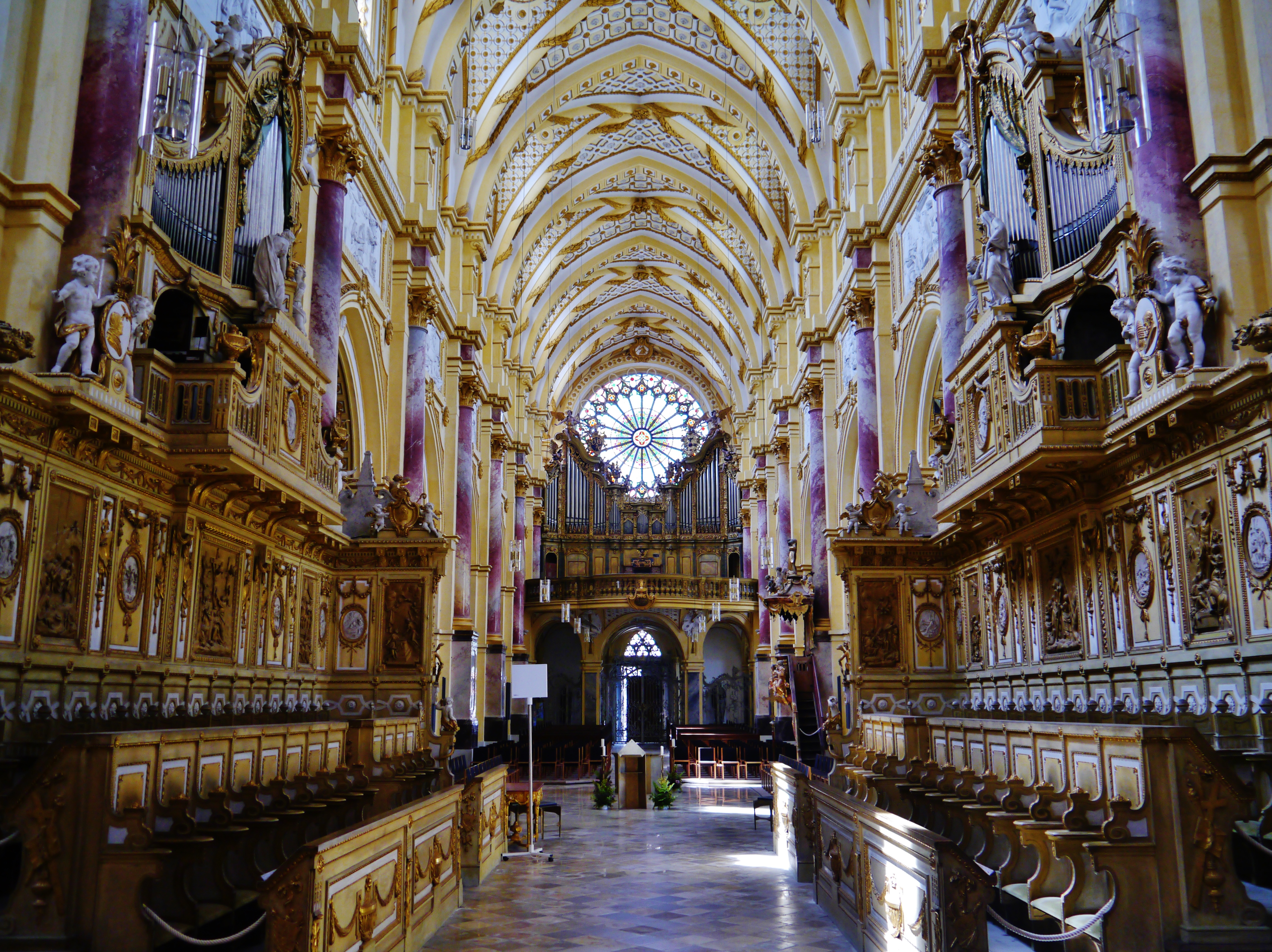
Vordergrund: die Chororgeln, Hintergrund: Westempore mit Hauptorgel

Die Kirche besaß im 18. Jahrhundert eine Orgel aus der Werkstatt des Würzburger Hoforgelbauers Johann Philipp Seuffert. Sie wurde 1742/43 auf der bereits seit 1704 bestehenden Sänger- und Orchesterempore über dem Hauptportal eingebaut und erhielt dabei einen Orgelprospekt von A. Gutmann.
Das Seuffert-Orgelwerk, das mit 34 Registern gebaut worden war, wurde 1901/1902 von der Orgelbaufirma Steinmeyer erweitert und in ein spätromantisches Instrument umgewandelt; dabei gingen etwa 60 Prozent des ursprünglichen Pfeifenmaterials verloren. 1984 wurde das Instrument von der Passauer Orgelbaufirma Eisenbarth mit vorhandenen Pfeifen rekonstruiert und mit dem Schwellwerk und dem Bombardenwerk zu einer großen Konzertorgel erweitert. Das Instrument hat 57 Register auf vier Manualen und Pedal.
| I Hauptwerk C–g3 |              |         |
| 1.               | Principal    | 8′      |
| 2.               | Flauto       | 8′      |
| 3.               | Quintatön    | 8′      |
| 4.               | Biffara      | 8′      |
| 5.               | Octava       | 4′      |
| 6.               | Travers II   |         |
| 7.               | Gemshorn     | 4′      |
| 8.               | Quinta       | 2 2⁄ 3′ |
| 9.               | Super Octava | 2′      |
| 10.              | Mixtura V    |         |
| 11.              | Cornett IV   |         |
| 12.              | Cymbel III   |         |

| II Oberwerk C–g3 |                |         |
| 13.              | Principal      | 8′      |
| 14.              | Copula         | 8′      |
| 15.              | Viola da Gamba | 8′      |
| 16.              | Salicional     | 8′      |
| 17.              | Biffara        | 8′      |
| 18.              | Octava         | 4′      |
| 19.              | Fugara         | 4′      |
| 20.              | Nassat         | 2 2⁄ 3′ |
| 21.              | Super Octava   | 2′      |
| 22.              | Flageolet      | 2′      |
| 23.              | Quinta         | 1 1⁄ 3′ |
| 24.              | Mixtura IV     |         |

| III Schwellwerk C–g3 |                  |         |
| 25.                  | Schwegel         | 16′     |
| 26.                  | Principal        | 8′      |
| 27.                  | Flûte harmonique | 8′      |
| 28.                  | Rohrbordun       | 8′      |
| 29.                  | Vox coelestis II | 8′      |
| 30.                  | Octave           | 4′      |
| 31.                  | Flûte octaviante | 4′      |
| 32.                  | Rohrquinte       | 2 2⁄ 3′ |
| 33.                  | Waldflöte        | 2′      |
| 34.                  | Terz             | 1 3⁄ 5′ |
| 35.                  | Sifflöte         | 1′      |
| 36.                  | Mixtur VI        | 2 2⁄ 3′ |
| 37.                  | Trichterdulcian  | 16′     |
| 38.                  | Trompette        | 8′      |
| 39.                  | Hautbois         | 8′      |
| 40.                  | Klarinette       | 8′      |
|                      | Tremulant        |         |

| IV Bombarde C–g3 |                |     |
| 41.              | Cornett II-V   |     |
| 42.              | Aliquoten II   |     |
| 43.              | Trompeta magna | 16′ |
| 44.              | Trompeta       | 8′  |
| 45.              | Clarin         | 4′  |
| 46.              | Clarin         | 2′  |

| Pedalwerk C–f1 |                        |         |
| 47.            | Untersatz              | 32′     |
| 48.            | Principalbass          | 16′     |
| 49.            | Subbass                | 16′     |
| 50.            | Violonbass             | 16′     |
| 51.            | Octavebass             | 8′      |
| 52.            | Gedacktbass            | 8′      |
| 53.            | Viola da Gamba Bass II |         |
| 54.            | Quinta Bass            | 5 1⁄ 3′ |
| 55.            | Super Octava Bass      | 4′      |
| 56.            | Mixtur Bass VI         |         |
| 57.            | Posaunen Bass          | 16′     |

#### Chororgeln

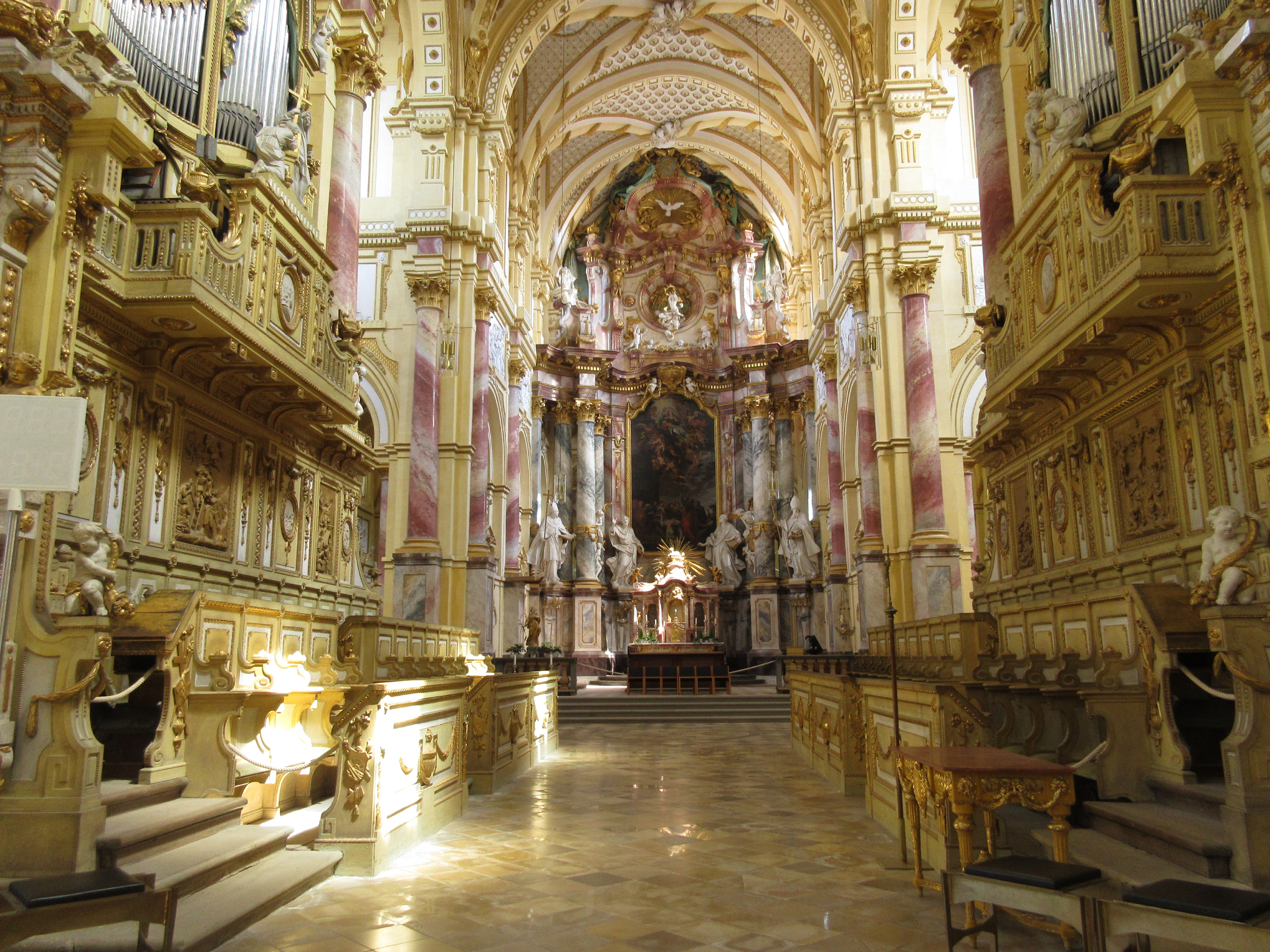
Chor mit Chororgeln mit Blick auf den Hochaltar

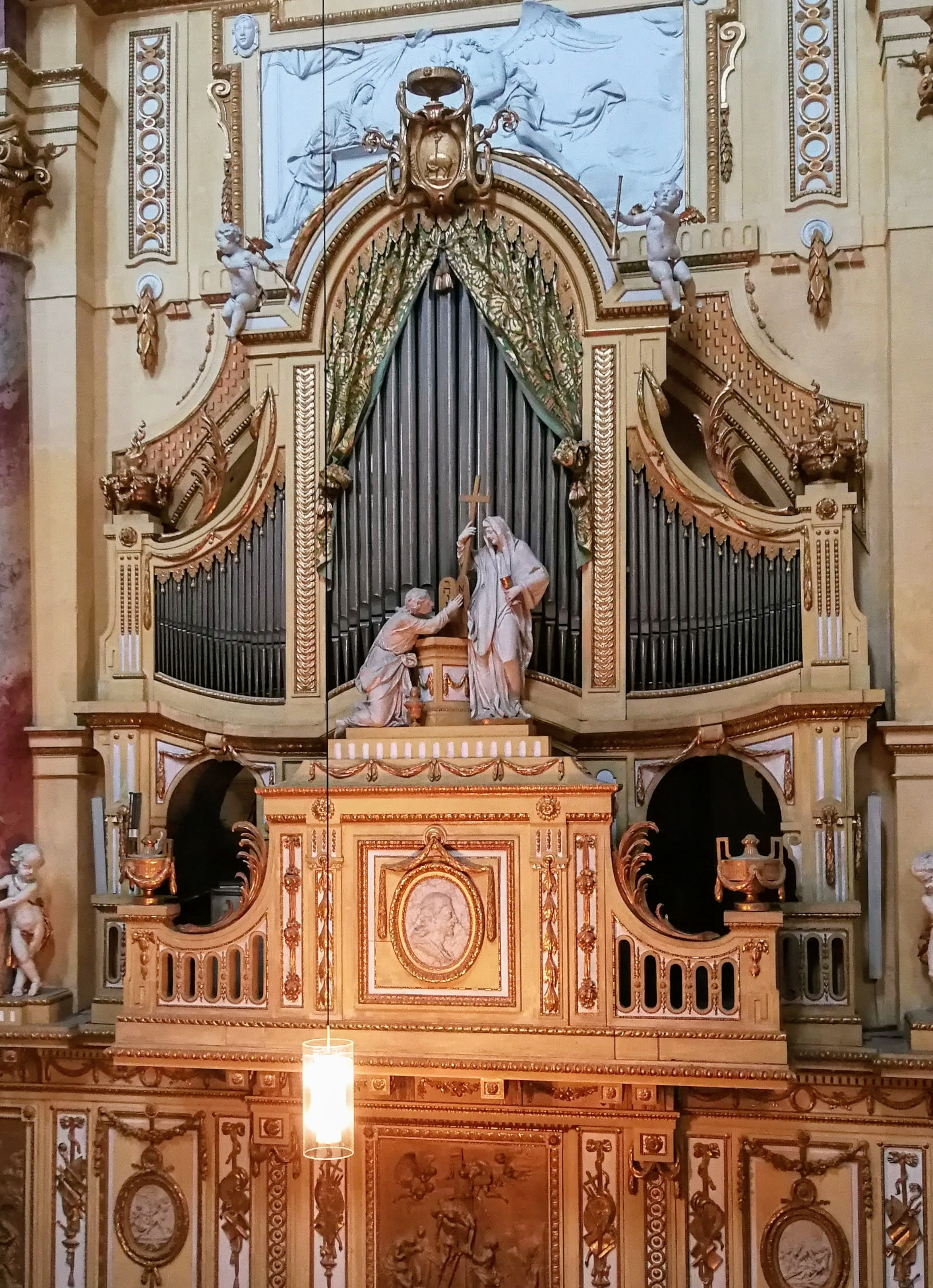
Evangelienorgel

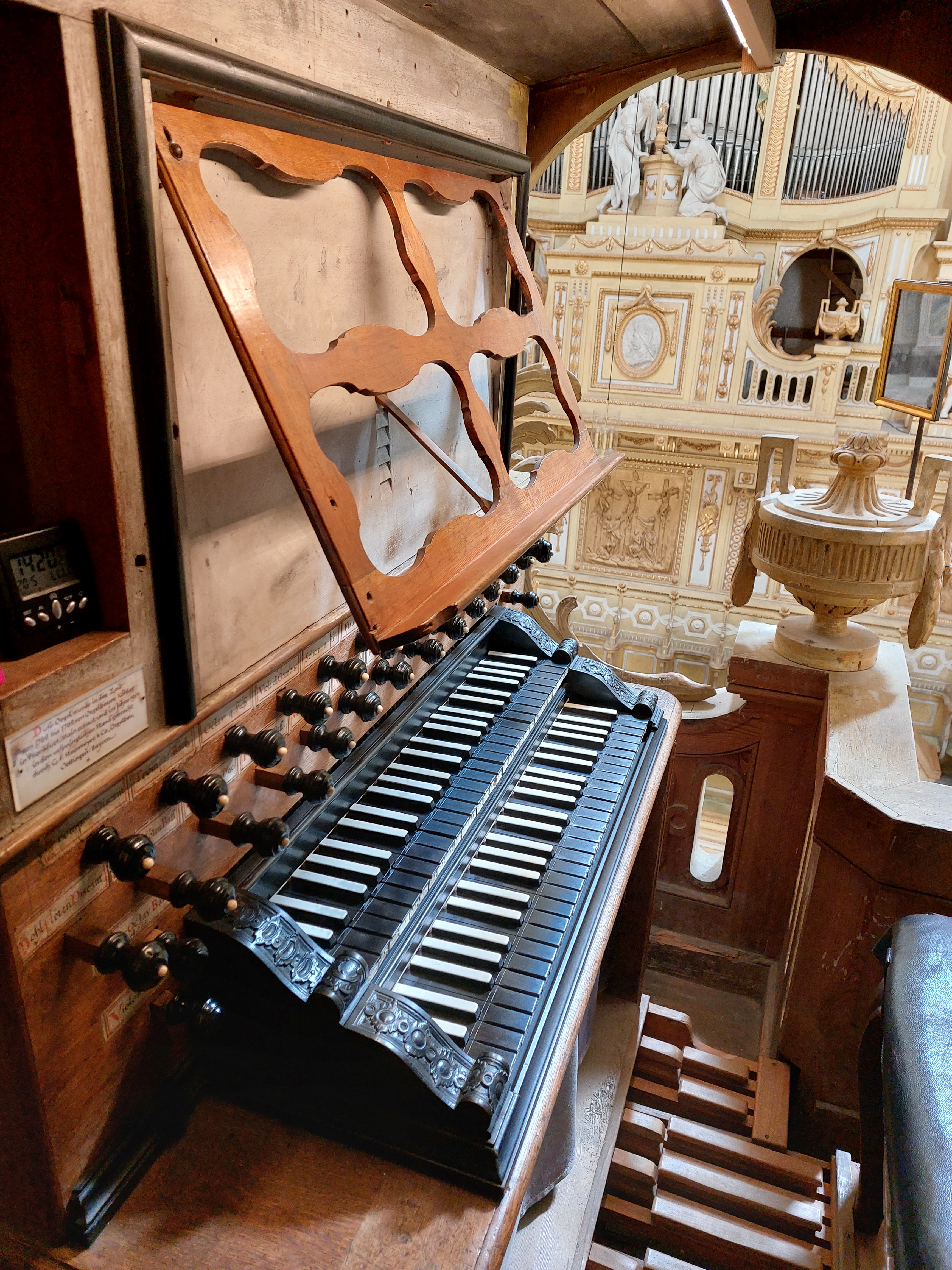
Spieltisch der Evangelienorgel mit Sichtkontakt zur Epistelorgel

Primär zur Begleitung des Chorgesangs wurden 1753 und 1759/1760 zwei Chororgeln aus der Werkstatt des Frankfurter Orgelbauers Johann Christian Köhler in den gegenüberliegenden Nischen des Mönchschors aufgestellt. Die Evangelienorgel auf der Nordseite (Evangelienseite) verfügt über 22 Register auf zwei Manualen und Pedal, die Epistelorgel auf der Südseite über 13 Register auf einem Manual und Pedal. Die Anordnung der Spieltische ermöglicht den Organisten den Blickkontakt und erleichtert ein Musizieren auf beiden Instrumenten als Orgelduo. In der Evangelienorgel sind noch 18 originale Köhler-Register und in der Epistelorgel sieben originale Register erhalten. Auch die Mechanik ist teilweise noch im Erbauungszustand. Bemerkenswert ist die Anzahl von mehreren verschiedenartigen labialen Acht-Fuß-Registern, die Verwendung von charakteristischen Zungenregistern und die häufige Bass-/Diskantteilung, die Johann Ulrich Sponsel in seiner Orgelhistorie aus dem Jahr 1771 als „zween Züge“ bezeichnet, der auch die damalige Disposition überliefert.
Im Zuge der letzten Kirchensanierung 2004 wurden die beiden Chororgeln zerlegt und ausgebaut. Die Restaurierung durch die Bonner Orgelbaufirma Klais fand im Dezember 2012 ihren Abschluss. Die Weihe der beiden Instrumente nahm am 4. November 2012 der Bamberger Erzbischof Schick vor. Durch die Restaurierung wurde die ursprüngliche Disposition der beiden Chororgeln entsprechend den Angaben von Sponsel wiederhergestellt.
Das größere Instrument, die Evangelienorgel von 1759 weist folgende Disposition auf:
| I Positiv C–d3 |                         |    |   |
| 1.             | Hohlflöten (B/D)        | 8′ | K |
| 2.             | Flauto Trav(erso) (B/D) | 8′ | K |
| 3.             | Viola Gamb: (B/D)       | 8′ | K |
| 4.             | Fugara                  | 4′ | K |
| 5.             | Hohlflöten              | 4' | K |
| 6.             | Flacionet               | 2′ | K |
| 7.             | Krumhorn (B/D)          | 8′ | K |
| 8.             | Vox hum(ana) (B/D)      | 8′ | K |
|                | Tremulant               |    | K |

| II Hauptwerk C–d3 |                    |    |   |
| 9.                | Principal          | 8′ | K |
| 10.               | Rohr Flöten        | 8′ | K |
| 11.               | Viola Gamb         | 8′ | K |
| 12.               | Solicin(al)        | 8′ | K |
| 13.               | Hohlflöten         | 8′ | K |
| 14.               | Octav              | 4′ | K |
| 15.               | Flaut d’Amour      | 4′ | K |
| 16.               | Super Octav        | 2′ | K |
| 17.               | Mixtur IV          |    | K |
| 18.               | Cornett IV (D)     |    | K |
| 19.               | Sesquialter II (B) |    | K |
| 20.               | Trompet (B/D)      | 8′ | R |

| Pedal C–g0 |                  |     |    |
| 21.        | Sub Bass         | 16′ | St |
| 22.        | Violon Bass      | 8′  | St |
| 23.        | Super Octav Bass | 4′  | K  |

- Koppeln: I/II, I/P

Anmerkungen
1. ↑  Auslasstremulant

K  = Köhler (1753/1759)
St = Steinmeyer (1954)
R  = Rekonstruktion Klais (2012)
Die kleinere Orgel von 1753 auf der Epistelseite hat folgende Disposition:
| Manual C–d3 |              |    |       |
| 1.          | Principal    | 8′ | K     |
| 2.          | Ital: Flaut: | 8′ | R     |
| 3.          | Bourdon      | 8′ | Se/St |
| 4.          | Gemshorn     | 8′ | Se/St |
| 5.          | Octav        | 4′ | K     |
| 6.          | DueFlaut:    | 4′ | K/R   |

| (Fortsetzung Manualwerk) |                 |    |      |
| 7.                       | Quinta          | 3′ | K    |
| 8.                       | Super Octav     | 2′ | K    |
| 9.                       | Mixtur V        |    | K/St |
| 10.                      | Fagotto (B/D)   | 8′ | R    |
| 11.                      | Chalumeau (B/D) | 8′ | K/R  |

| Pedal C–g0 |             |     |   |
| 12.        | Sub Bass    | 16′ | K |
| 13.        | Violon Bass | 8′  | R |

- Koppeln: I/P

Anmerkungen
1. ↑  Weitgehend rekonstruiertes Register. 5 original erhaltene Pfeifen
2. ↑  Stiefel original erhalten; Nüsse, Becher etc. rekonstruiert

K  = Köhler (1753)
Se = Seuffert
St = Steinmeyer (1954)
R = Rekonstruktion durch Klais (2012)

### Glocken
Im Turm der Kirche hängt ein vierstimmiges Glockengeläut.
| Glocke | Schlagton | Gussjahr                      | Gießer                        |
| ------ | --------- | ----------------------------- | ----------------------------- |
| 1      | e′        | 1951                          | Karl Czudnochowsky (Erding)   |
| 2      | gis′      | 1925                          | Christian Störmer (Erfurt)    |
| 3      | h′        | 1951                          | Karl Czudnochowsky (Erding)   |
| 4      | e″        | unbezeichnet, mittelalterlich | unbezeichnet, mittelalterlich |

## Heutige Nutzung der Klosteranlage
- Die Klosteranlagen beherbergen heute die Justizvollzugsanstalt Ebrach und sind deshalb bis auf die folgenden Ausnahmen nicht zugänglich.
- Die ehemalige Abteikirche dient als Veranstaltungsort für den Ebracher Musiksommer und für BRUCKNER2024 mit Gerd Schaller, der Philharmonie Festiva und dem Bayerischen Rundfunk Studio Franken.
- Die Kirche kann besichtigt werden. In der ehemaligen Prälatur befindet sich ein kleines Museum zur Klostergeschichte mit kostbaren Sakralgegenständen, Schriften und einem Modell der Klosteranlage um 1555.
- Der untere und der obere Abteigarten mit Orangerie sind zwischen Ostern und Oktober geöffnet.

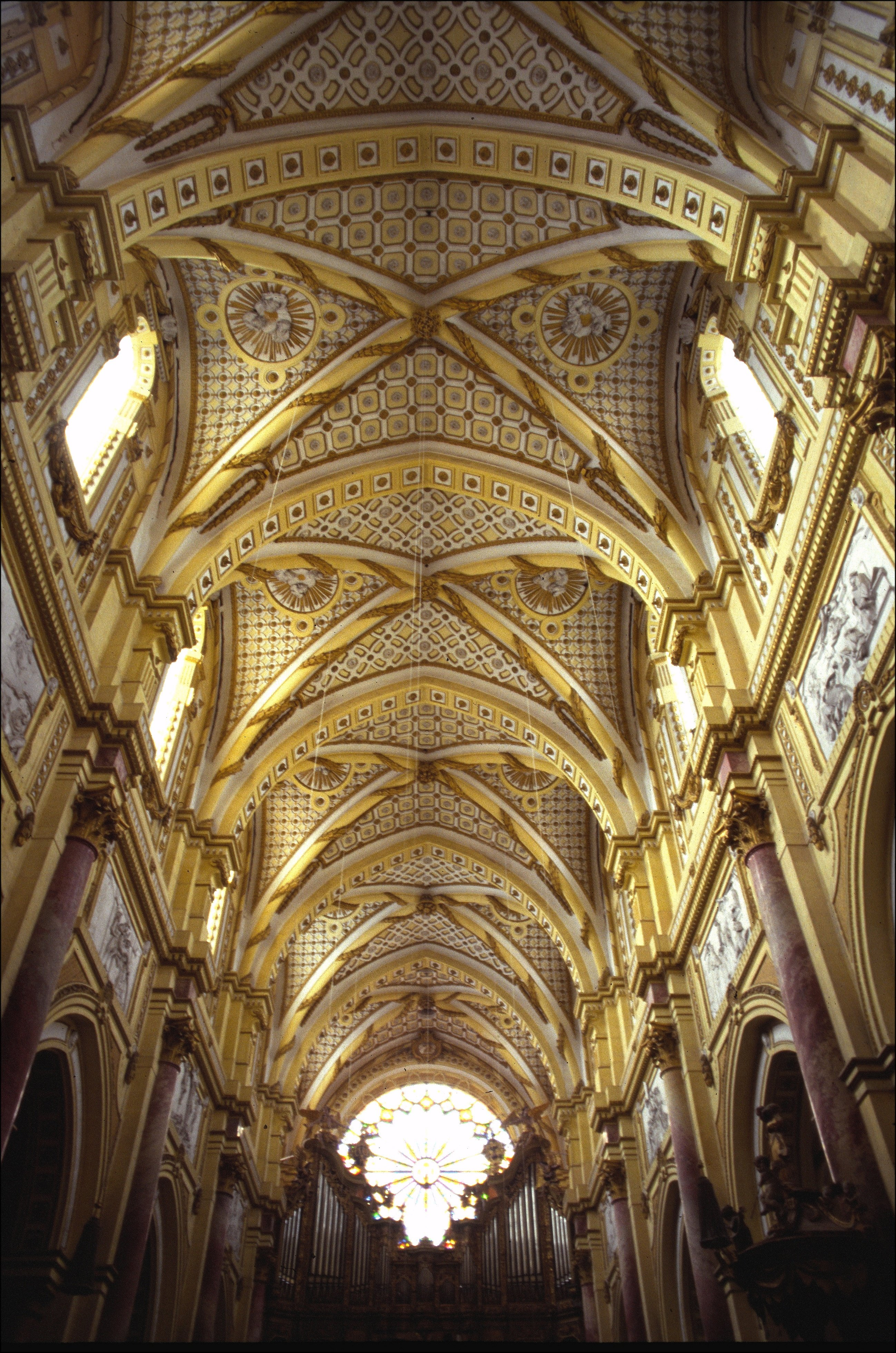
Mittelschiff-Gewölbe
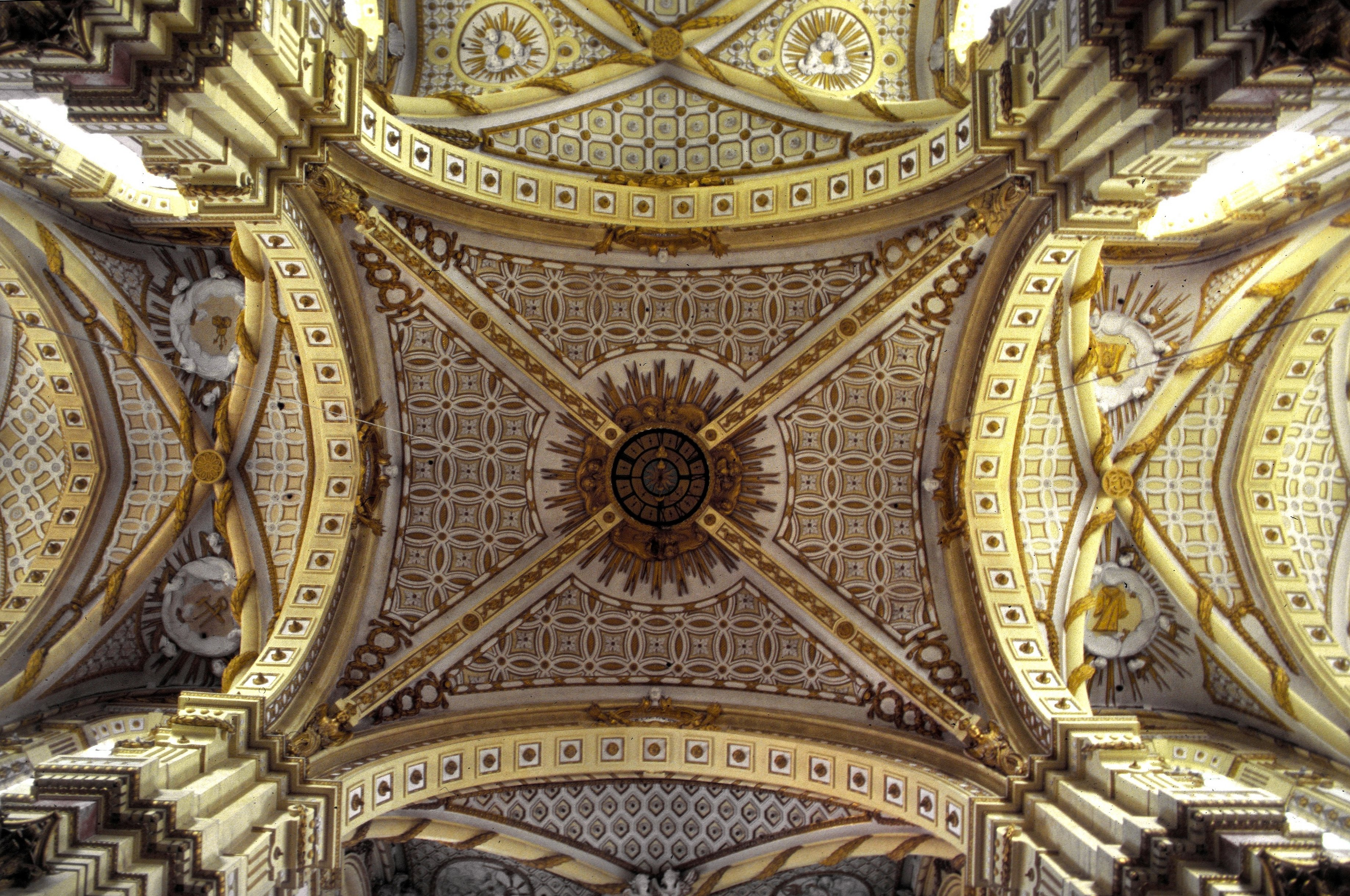
Vierungsgewölbe der Klosterkirche
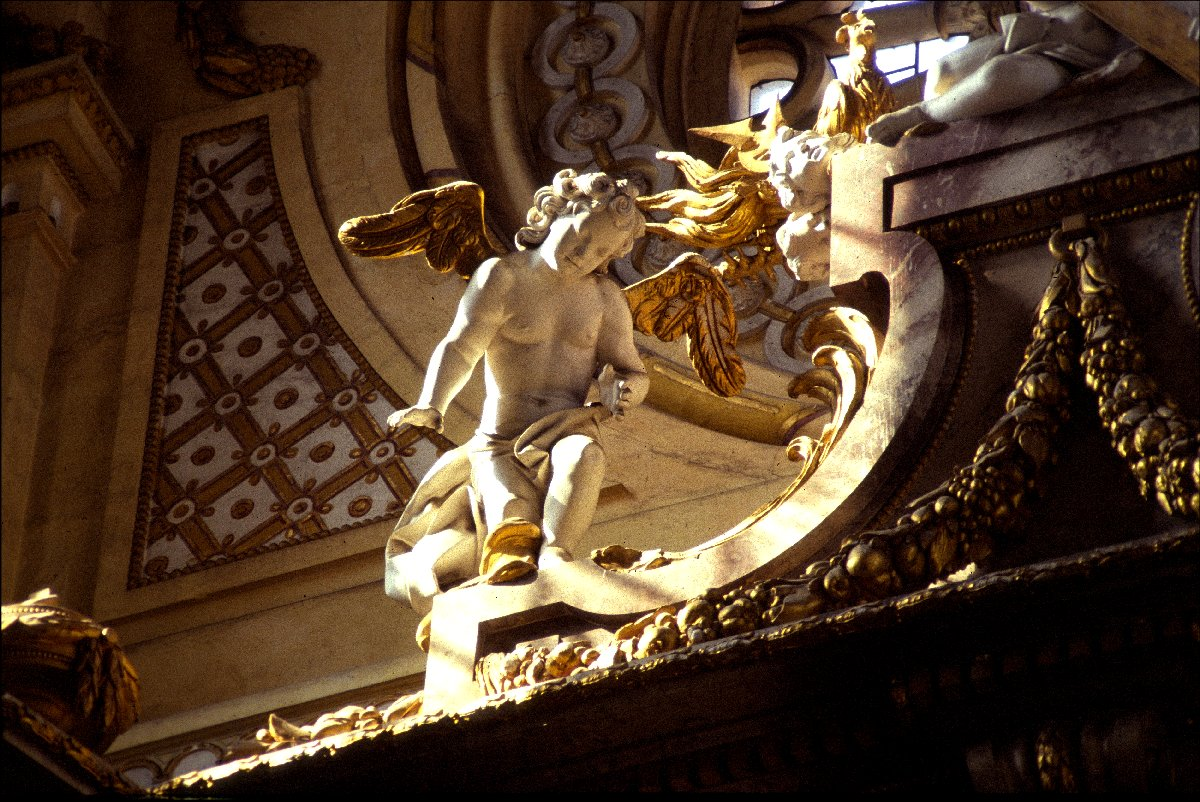
Engelsfigur
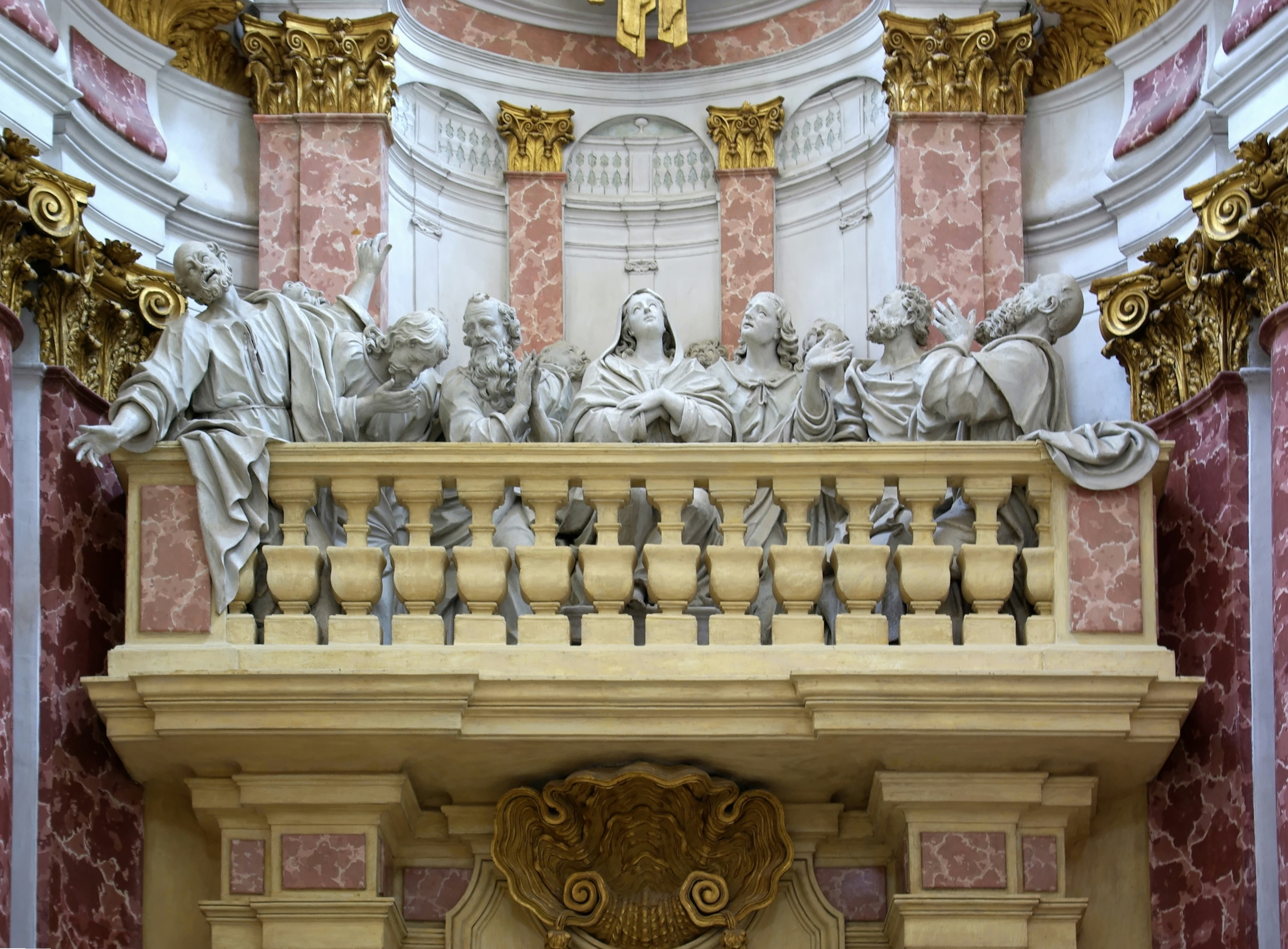
Pfingstwunder, Darstellung im Querschiff
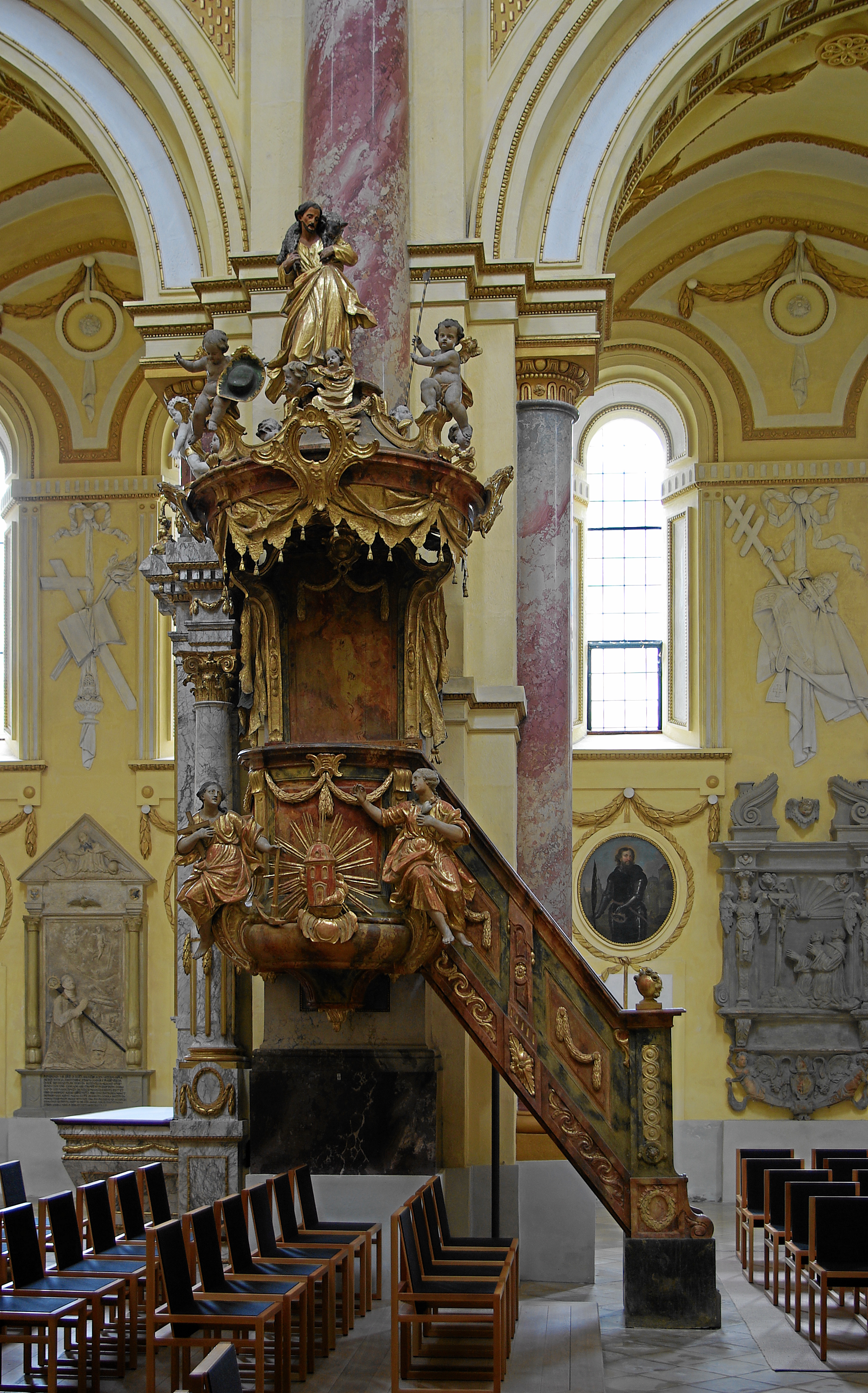
Kanzel
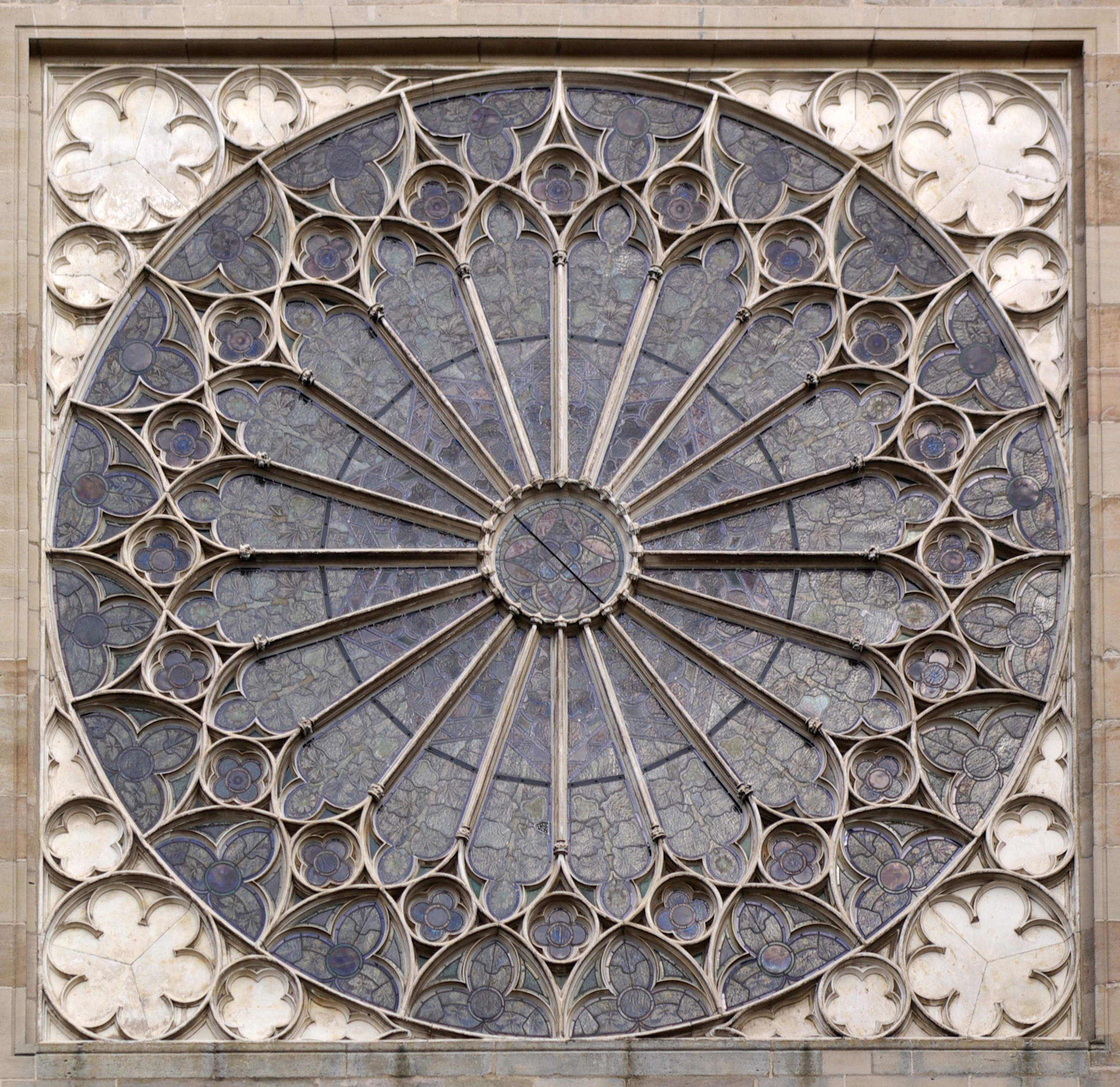
Fensterrose über dem Hauptportal
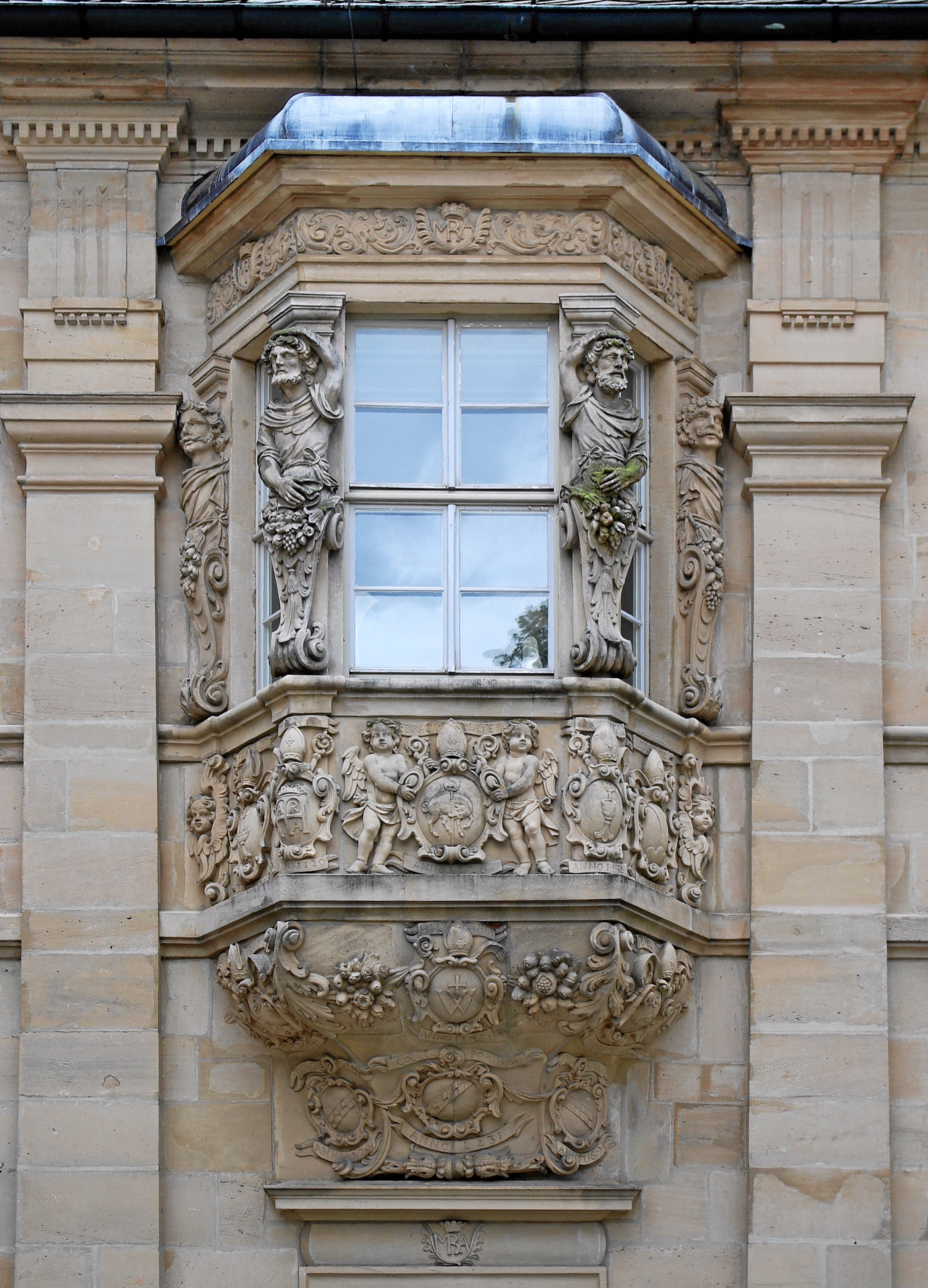
Erker am Klostergebäude
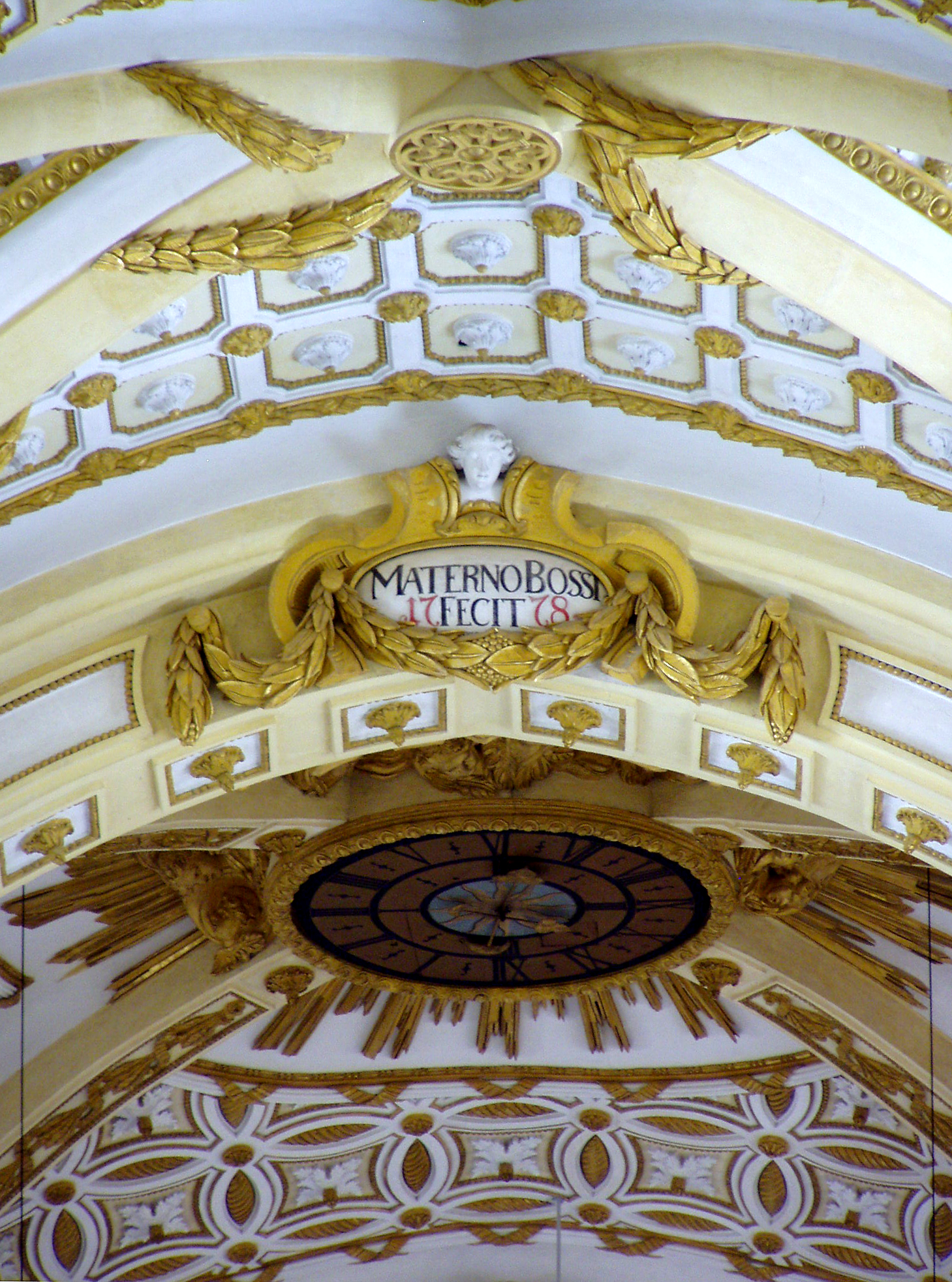
Name des Stuckateurs in einer Kartusche im Gewölbescheitel des Mittelschiffs
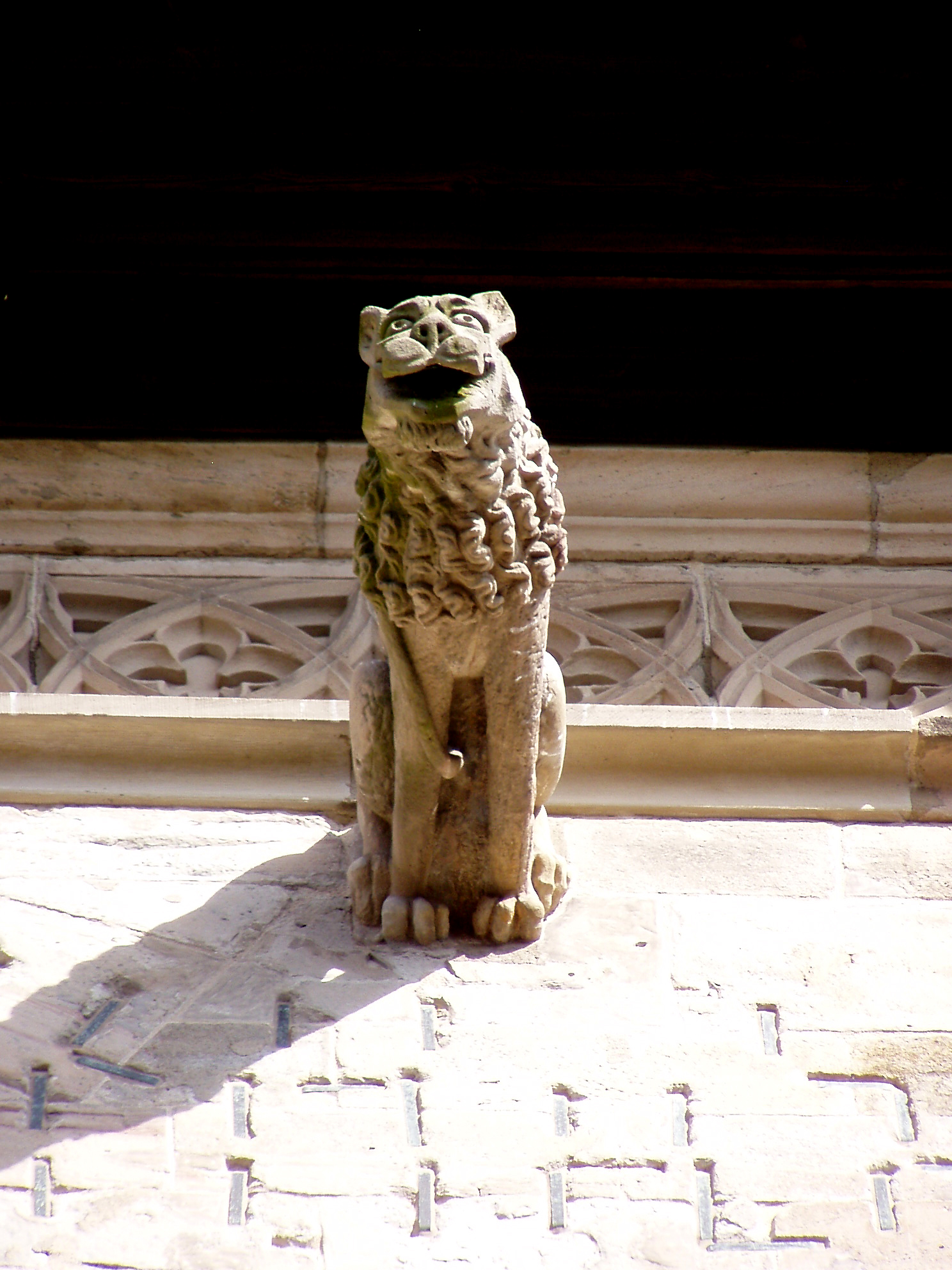
Steinerner Löwe über dem Hauptportal der Abteikirche